# Pavia
Pavia é uma comuna italiana da região da Lombardia, província de Pavia, com cerca de 73 100 habitantes. Estende-se por uma área de 62 km², tendo uma densidade populacional de 1146 hab/km². Faz fronteira com Borgarello, Carbonara al Ticino, Certosa di Pavia, Cura Carpignano, Marcignago, San Genesio ed Uniti, San Martino Siccomario, Sant'Alessio con Vialone, Torre d'Isola, Travacò Siccomario, Valle Salimbene.
A cidade foi a capital do Reino Ostrogótico de 540 a 553, do Reino dos Lombardos de 572 a 774, do Reino da Itália de 774 a 1024 e sede da corte Visconti de 1365 a 1413. 
Pavia é o lar de uma universidade de renome, reconhecida pelo Times Higher Education em 2022 entre os 10 melhores da Itália e entre os 300 melhores do mundo.
As origens antigas e um importante passado histórico legaram a Pavia um patrimônio artístico notável: entre as principais atrações turísticas da cidade, contadas entre as cidades de arte do Vale do Pó, você pode lembrar o Castelo Visconti, a Basílica de San Michele Maggiore, a Basílica de San Pietro in Ciel d'Oro, a igreja de Santa Maria del Carmine, o Duomo, as torres românicas, os Museus Cívicos e a ponte coberta
Situa-se na margem do Rio Ticino, ao norte do rio Pó e a 35 quilômetros de Milão.

## Toponímia
Na época romana, Pavia era chamada de Ticinum, e começou a ser chamada de Papia apenas desde os tempos lombardos. A origem do nome Pavia ainda é incerta hoje. É uma das poucas municipia romanas na Itália que mudou seu nome durante o início da Idade Média.

## Geografia
A cidade ocupa uma zona na parte ocidental da região de Lombardia, na planície Padana. Geograficamente é limitada pelos rios Ticino. Pavia repousa sobre um terreno de origem fluvial-glacial, formado por depósitos aluviais que remontam ao Pleistoceno com alternâncias variadamente frequentes, tanto horizontal como horizontalmente, de tipos litológicos permeáveis (cascalho e areia) e impermeáveis (lama e argila)e isso torna possível a formação de numerosos aquíferos e garante à área um abastecimento de água muito elevado.
A cidade ocupa uma área de 62,86 km² a oeste da Lombardia, localizada ao longo do chamado "cinturão de ressurgência", onde há o encontro, subterrâneo, entre camadas geológicas com permeabilidade diferente, aspecto que permite que as águas profundas ressurjam na superfície.

### Parques
Todo o município de Pavia faz parte do Parque Natural Lombardo do Vale do Ticino, e, além das grandes áreas arborizadas ao longo das margens do rio, na margem esquerda do Ticino existem duas reservas naturais, Bosco Grande e Bosco Negri são dois raros exemplos da floresta planicial original que uma vez cobriu o Vale do Pó. Ao norte e leste da cidade, um pequeno córrego, originado de ressurgências, o Vernavola, dá origem a um vale profundo, a urbanização escapou, que abriga o parque de Vernavola, enquanto a oeste, o anel verde em torno de Pavia é fechado pelo parque de Sora. 9% da área do município de Pavia é ocupada por áreas naturais, parques ou jardins (cerca de 594 hectares, dos quais 312 são cobertos por florestas caducifólias).

#### Reserva natural
- Parco del Ticino: parque regional localizado ao longo das margens do rio Ticino do Lago Maior ao rio Pó. Forma um cinturão verde ao redor da cidade.[9]

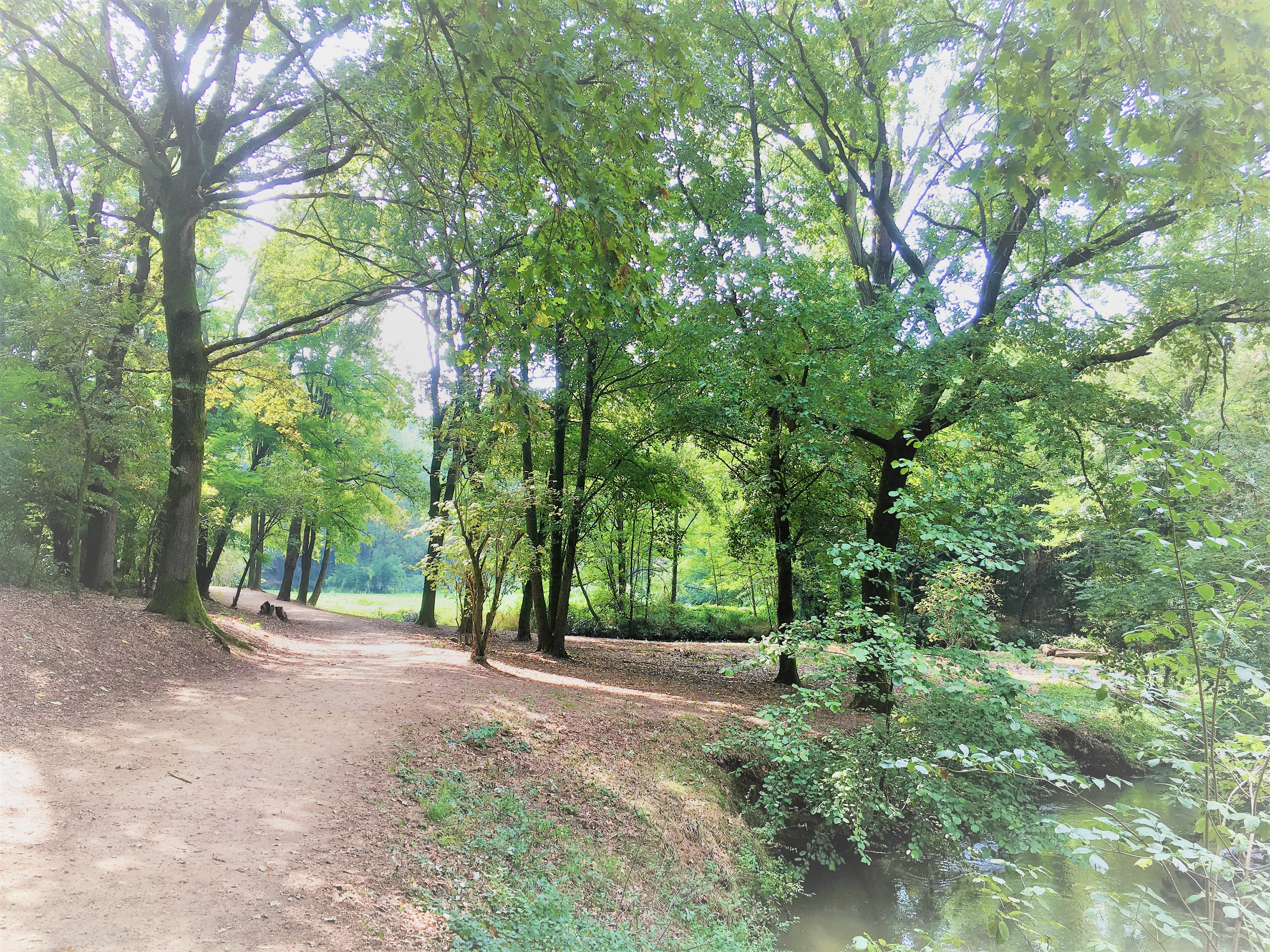
Parque Vernavola

- Parque VernavolaParque Vernavola: grande parque, herdeiro do Parque Visconti, com uma extensão de 15 hectares localizado ao norte da cidade, com ciclovias, lagoas, fazendas, oásis de vida selvagem (entradas da Via Torretta, via Acerbi e via Folperti). É atravessado pelo caminho Vernavola Waalweg, do qual leva o nome, que flui de San Genesio para Ticino. O parque inclui a Cascina Colombara (agora lar de um museu agrícola), onde a Batalha de Pavia foi travada em 1525.[10]
- Bosco Grande: ao longo do aterro do Ticino, na margem direita e na direção de Zerbolò, acessível apenas a pé ou de bicicleta. A madeira cobre uma área de cerca de 22 hectares e representa um raro remanescente da floresta planicial que uma vez cobriu o Vale do Pó.[11]

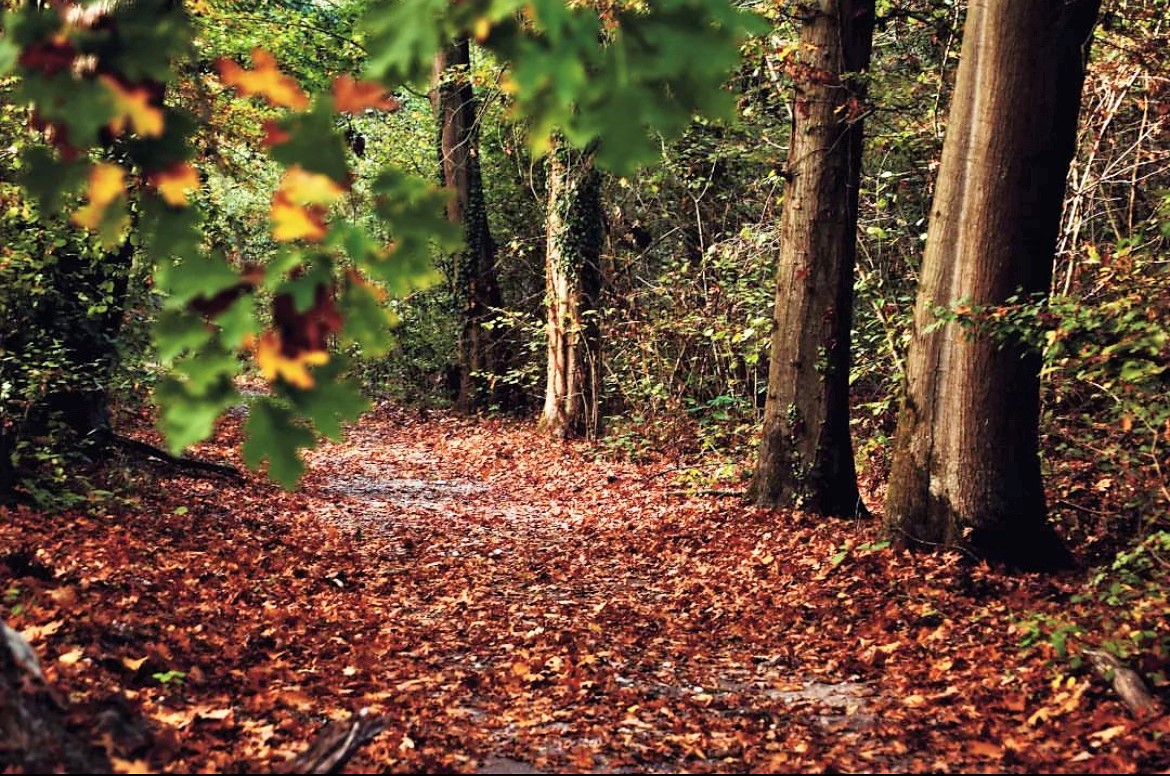
Reserva natural Bosco Negri

- Reserva natural Bosco NegriBosco della Sora: na fronteira com o Ticino, no Noroeste (Parque Ticino), perto da igreja de San Lanfranco, há o Parque Sora, que abrange cerca de quarenta hectares, dentro do qual existem vários micro-ambientes de alto valor ambiental.[10]
- Bosco Negri: 34 hectares de floresta, ao longo do Canal Gravellone (sul da cidade), é um oásis do LIPU, dentro do Parque Ticino, doado por Giuseppe Negri (1968) ao Município. O acesso é limitado a determinados períodos do ano.[12]

#### Jardins

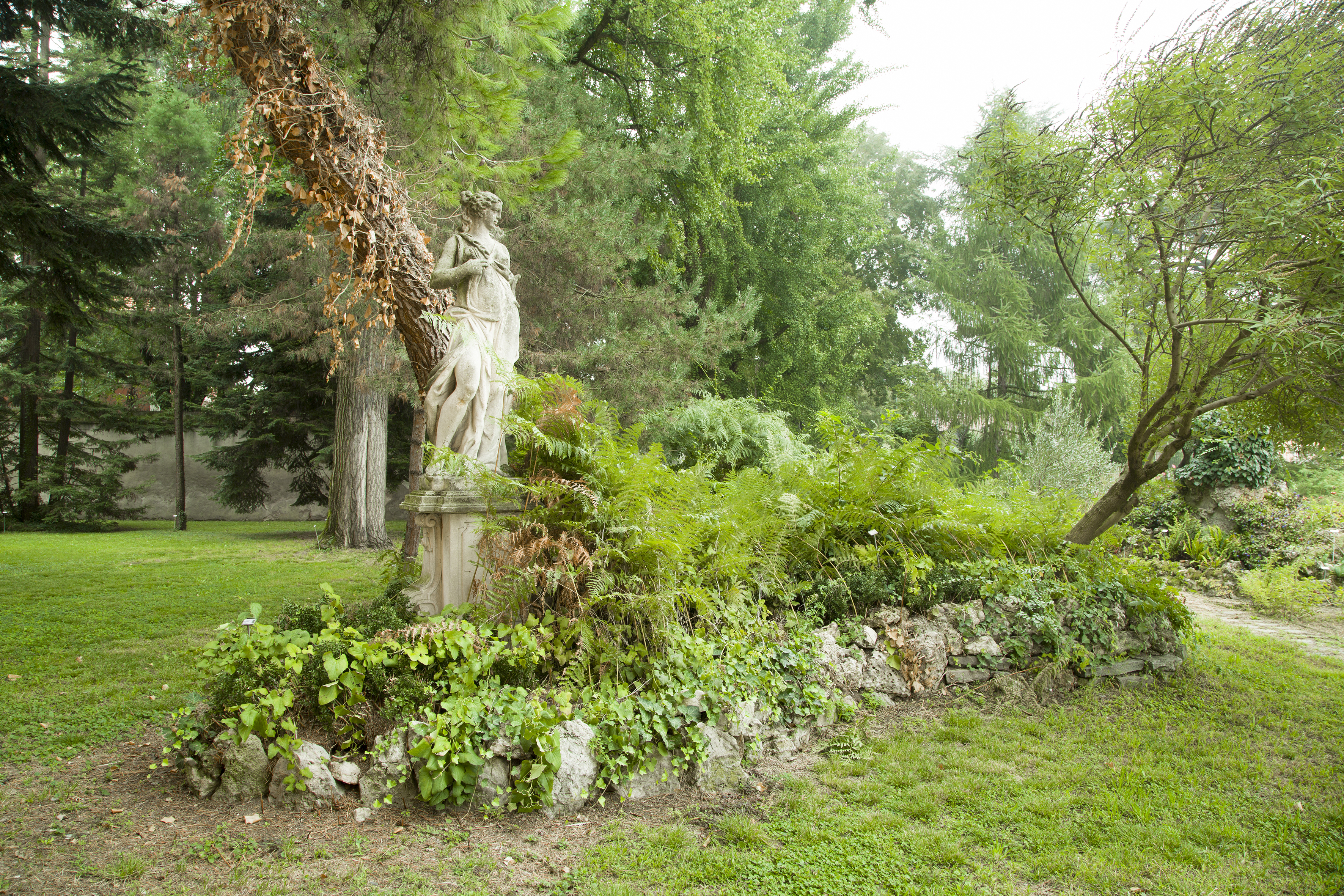
Jardim Botânico de Pavia

- Jardim Botânico de PaviaJardim Botânico: fundado em 1773, abrange uma área de 2 hectares. É organizado principalmente em coleções vivas de plantas tais como jardim de rosas, canteiro de flores Te, estufa de orquídeas, estufa tropical, estufa de plantas utilitárias (projetado em 1776 por Giuseppe Piermarini), arboretos, plátanos, canteiros de plantas nativas da planície da Lombardia, coleções vivas de sementes e coleções de secas. Ele está localizado na esquina da Via Scopoli e Viale Gorizia, perto da Câmara Municipal.[13]
- Giardini del Castello: pequeno parque no pátio do castelo, equipado com um parque infantil para crianças e adolescentes.
- Jardins Malaspina: jardins públicos no centro histórico da cidade (Piazza Petrarca), criado em 1840 pelo marquês Luigi Malaspina como um jardim de seu palácio e local para concertos e eventos culturais.[10]

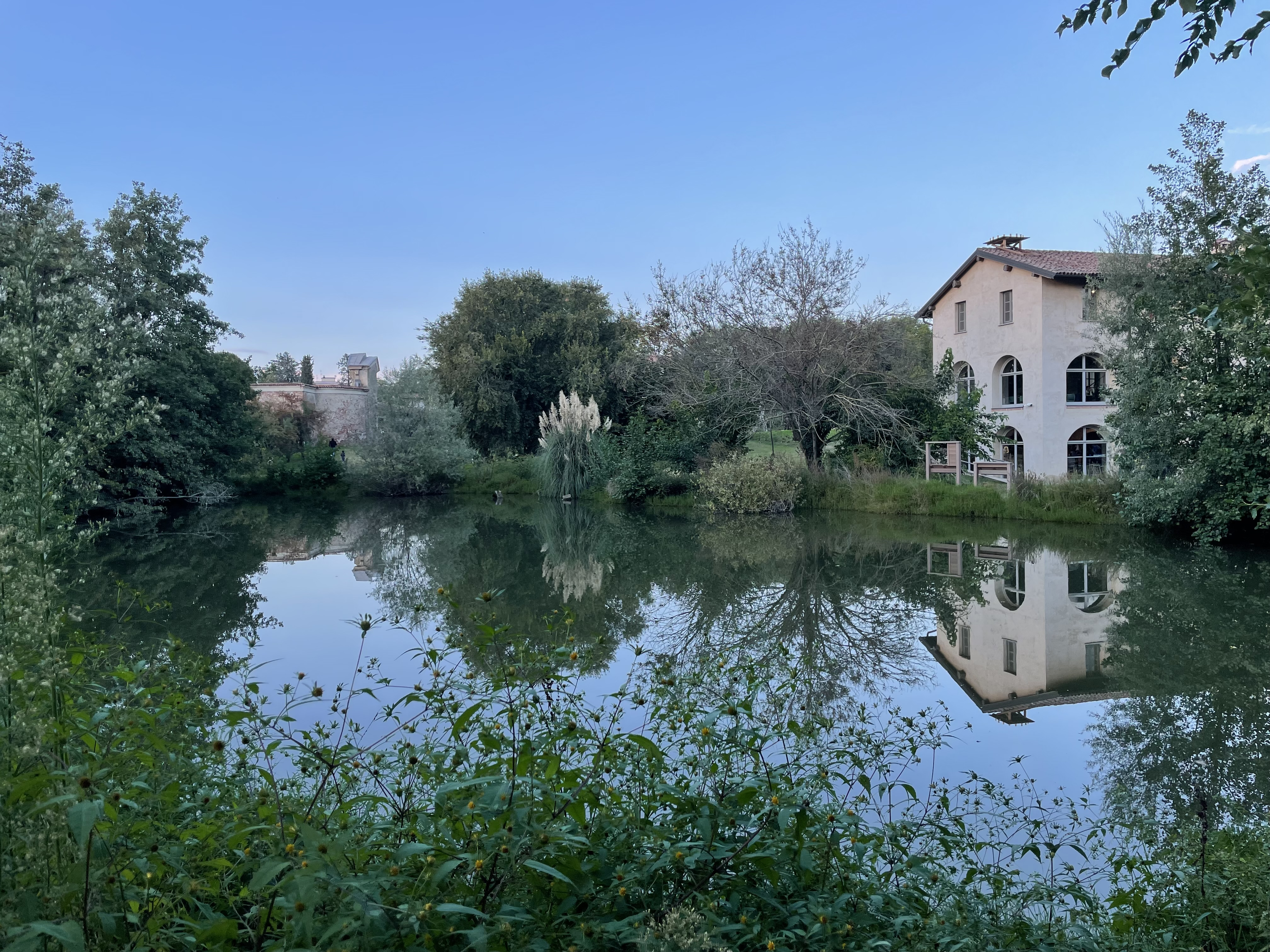
Horti Borromaici

- Horti BorromaiciHorti Borromaici: Os Horti são um vasto parque urbano, cobrindo uma área de cerca de 3,5 hectares, localizado dentro do centro histórico de Pavia, entre o Collegio Borromeo (que é o proprietário) e Ticino, onde o habitat natural se encontra com arte contemporânea, conhecimento e inclusão social. O parque inclui uma vasta área naturalista, onde mais de 3.000 árvores nativas e arbustos foram plantados, e uma área de exposição ao ar livre de arte contemporânea, onde obras de: Arnaldo Pomodoro, Nicola Carrino, Gianfranco Pardi, Luigi Mainolfi, Mauro Staccioli, Produzido por Salvatore Cuschera, Marco Lodola, Ivan Tresoldi e David Tremlett.[14]

### Clima

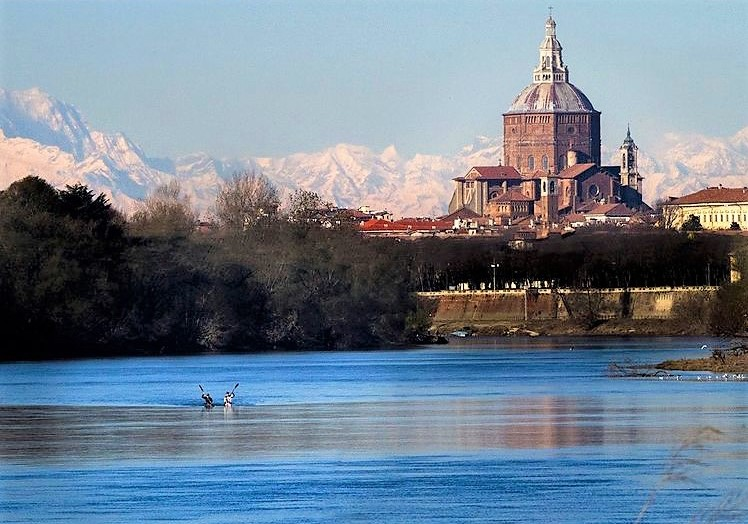
Ticino a jusante da cidade, ao fundo, atrás da cúpula da catedral, o Maciço do Monte Rosa

Pavia goza de um clima continental úmido com sensíveis faixas de temperatura diárias e anuais. No inverno, o clima é rígido e úmido, com a formação de neblina no solo devido à presença de numerosas valas de irrigação e canais - e o rio Ticino - e à má ventilação. Não há episódios raros de neve que ocorrem durante ondas frias ou devido à formação de um amortecedor de ar frio e estagnado no solo (inversão térmica). O outono e a primavera são as estações mais chuvosas, enquanto o verão é quente e abafado com tempestades frequentes e repentinas que rapidamente refrescam - embora brevemente - o ar. 
A temperatura máxima média é registrada em julho com 29,8 ºC, a mais baixa em janeiro com -2,0 ºC. O mês mais chuvoso é outubro com 88 mm de chuva; o menos julho com 48 mm. A precipitação média anual situa-se entre 750 e 800 mm, distribuída em média ao longo de 81 dias. 

## História

### Época dos celtas e romanos
O primeiro assentamento na área de Pavia é devido às antigas populações celtas. Em 218 a.C. os romanos, liderados por Públio Cornélio Cipião, lançaram uma ponte sobre o Ticino, onde agora fica Pavia, que eles destruíram após a derrota sofrida por Aníbal na batalha de Ticino.
A cidade foi fundada pelos romanos, a quem devemos o plano da cidade, permaneceu intacta (juntamente com a rede de esgotos) até hoje, um Castrum romano (campo militar); a cidade tinha o nome de Ticino (Ticinum) e foi elevada a municipium em 89 aC. Em 271, a primeira das batalhas envolvendo a cidade ou seus arredores (Batalha de Pavia) foi travada, durante a qual o imperador romano Aureliano derrotou definitivamente os alamanos.

A cidade velha vista do céu. Você pode observar o plano urbano regular com estrutura ortogonal que remonta ao primeiro século aC.

De Aureliano a Constantino I, foi também o local de uma importante casa da moeda, cunhando moedas durante o período dos imperadores da Ilíria e durante a Tetrarquia e a subsequente Guerra Civil. Ticino foi o ponto de chegada de uma importante estrada romana vinda dos gauleses e, graças ao porto no Ticino, foi uma junção fundamental nas comunicações fluviais entre o Adriático e o Lago Maior. 
Também no século IV d.C. começou a estabelecer (de acordo com a tradição graças à pregação de San Siro) o cristianismo, e as primeiras igrejas surgiram, como a dos santos Gervasio e Protasio ou a dos santos Nazario e Celso, fundada pelo terceiro bispo de Pavia, Eventius, entre 381 e 397. Também na cidade cresceu Martinho de Tours, que, seguindo seu pai, um oficial romano transferiu por volta de 325 d.C. com seu departamento de Panônia para Pavia, e aqui foi educado.
Estilicão (entre 406 e 407), nas operações militares contra Alarico, transferiu parte do exército para Pavia, destacando a mudança de papel assumida por Ticino, de um centro subordinado em Milão para o palco principal do norte da Itália. O 476 A.D. marca uma data epocal para a cidade e não somente: Orestes, pressionado pela rebelião de Odoacro, refugiou-se lá, porque confiou nas fortificações poderosas da cidade, mas Pavia foi sitiado e conquistado, marcando, com a morte de Orestes e a deposição de seu filho Rômulo Augusto, o fim do Império Romano do Ocidente.

### Idade Média

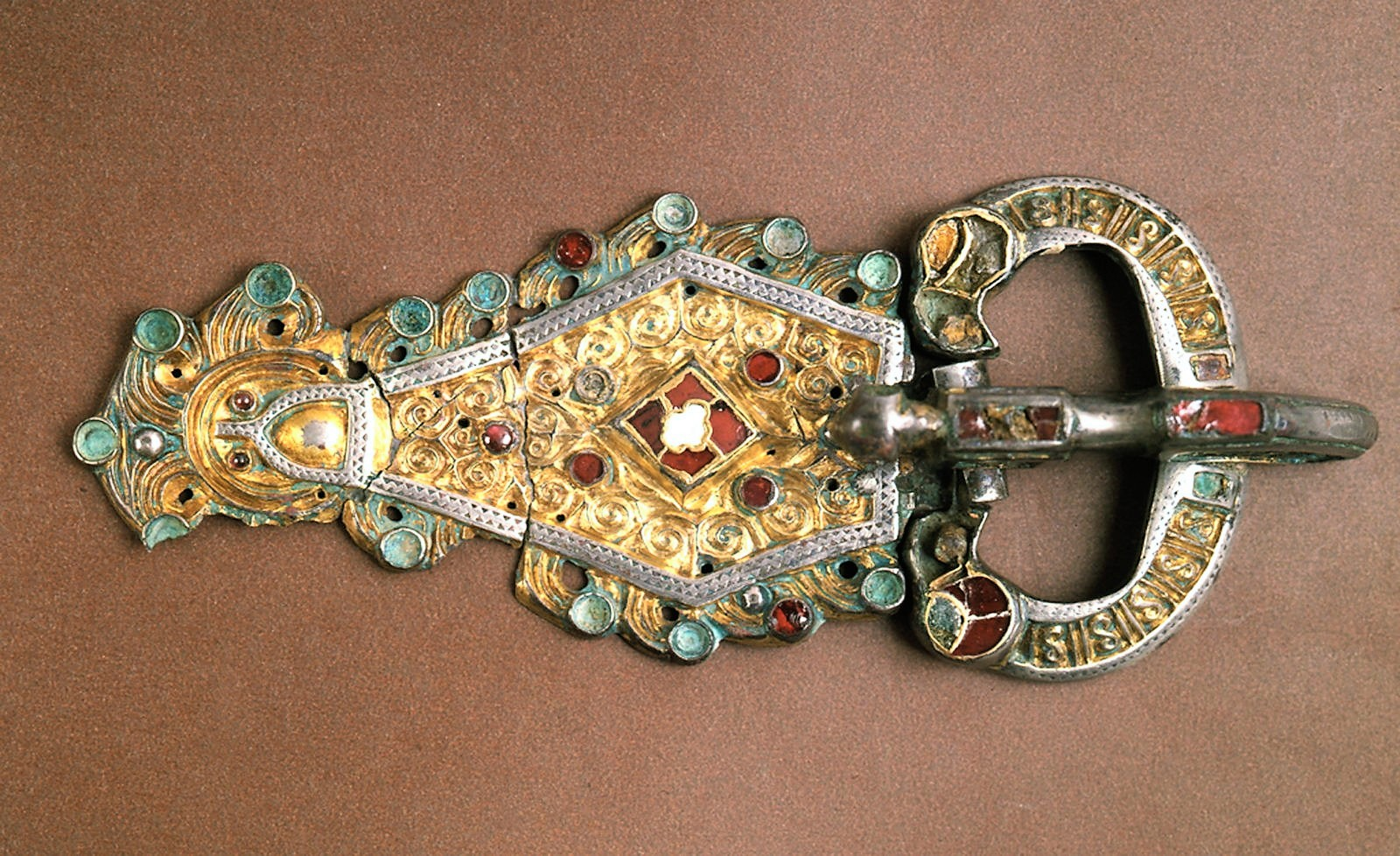
Fivela Ostrogoda, Pavia, Museus Cívicos.

Durante as lutas entre Teodorico e Odoacro pelo controle da Itália, o primeiro, no inverno entre 489 e 490, se trancou em Pavia, onde foi sitiado por Tufa. Nos primeiros meses de 490, graças à chegada do socorro enviado pelos visigodos, Teodorico foi capaz de quebrar o cerco. Provavelmente, também graças às relações que foram estabelecidas durante o cerco entre a cidade, e em particular o seu bispo Epifânio, e Teodorico e também dada a localização bem defensável de Pavia, também ligada a Ravena e ao Adriático através dos cursos de água, empurraram o soberano otomano para criar um palácio real na cidade, tornando a cidade, juntamente com Ravena e Verona, uma das três sedes do reino. Nos primeiros trinta anos do século VI na cidade estão de fato documentadas várias intervenções de construção promovidas pela monarquia ostrogoda relacionadas ao Palácio Real, as muralhas, o spa (que no século VII se tornaria o único ainda em funcionamento na Europa fora do Império Romano do Oriente) e o anfiteatro.  A partir de 540 a cidade tornou-se a sede da corte real e do tesouro e aqui foram eleitos os reis Ildibaldo, Erarico e Totila. No período difícil 552-553, Pavia foi distinguido como o centro militar mais importante do reino ostrogótico: aqui foi eleito o último rei godo Teia e Pavia foi a última cidade gótica a cair nas mãos dos bizantinos.

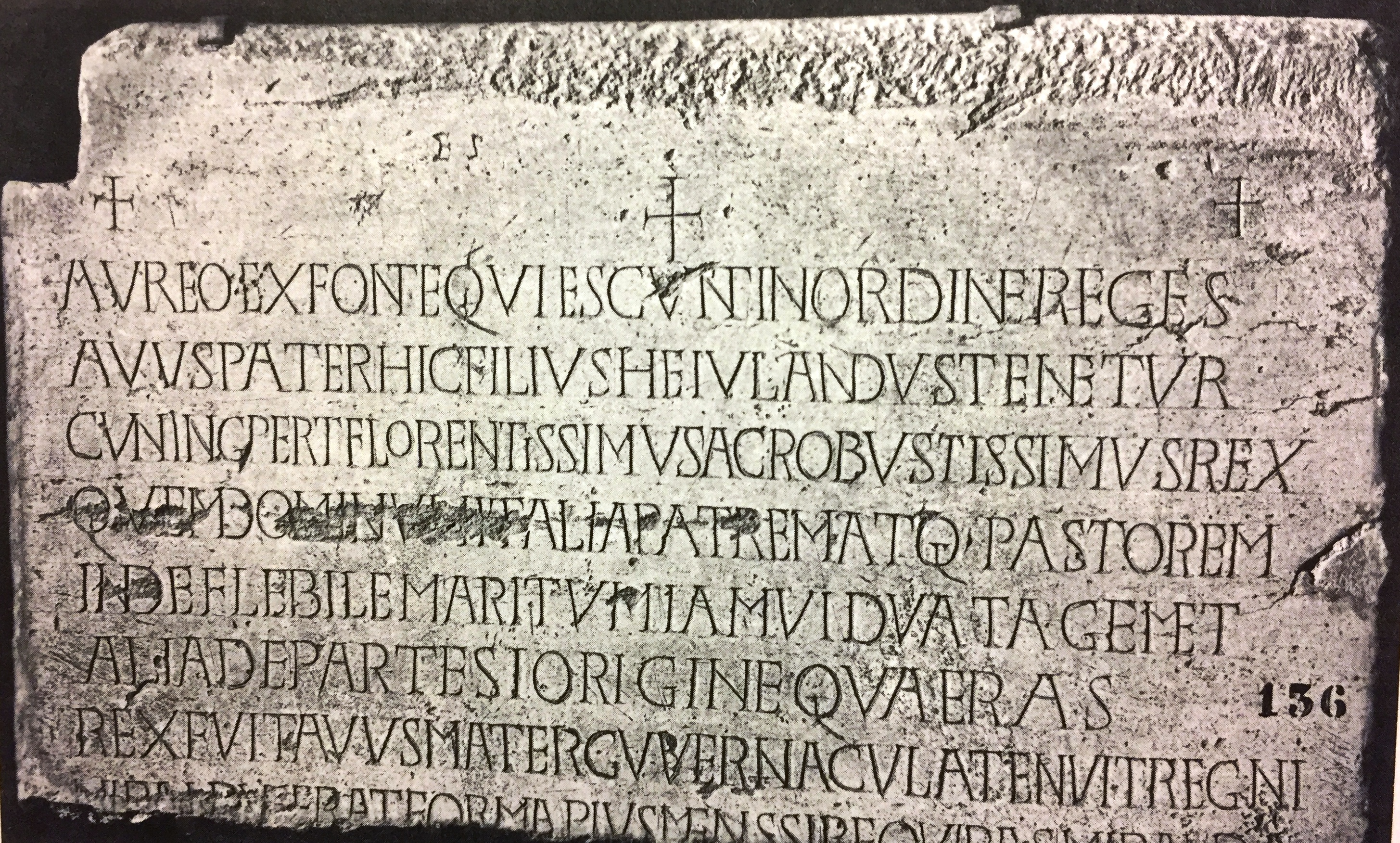
Epigrafia do rei lombardo Cuniberto, Pavia, Museus Cívicos

Foi conquistada pelos lombardos em 572, que fizeram dela a capital de seu reino, com o nome de Papia, daí o nome moderno. As principais consequências que o papel do capital trouxe para Pavia, ou a "especificidade" da capital em comparação com as outras cidades do reino, foram em particular a residência do rei na cidade e a operação do Palácio Real. O papel do capital envolveu a convocação anual das assembleias dos exercitales lombardos, durante o qual foram promulgados em 643 o édito de Rotário e, mais tarde, as outras leis lombardas. Ao contrário dos reis francos, os lombardos tinham uma residência fixa no Palácio Real: isso fortaleceu a autoridade real, pois todos os anos, por volta de 1º de março, no palácio, uma grande assembleia era realizada onde as leis eram promulgadas e as grandes questões do reino eram debatidas. No entanto, foi também um momento muito delicado, uma vez que, como era frequentemente o caso, se uma facção que se opunha ao soberano conseguisse ocupar o palácio e o tesouro real, na verdade poderia assumir o reino: para os lombardos, a autoridade do soberano só poderia ser exercida se ele tivesse controle total do palácio. A residência da cidade das elites aristocráticas do reino ajudou a tornar Pavia não apenas o principal centro urbano, mas também o ponto de referência para toda a população do reino.

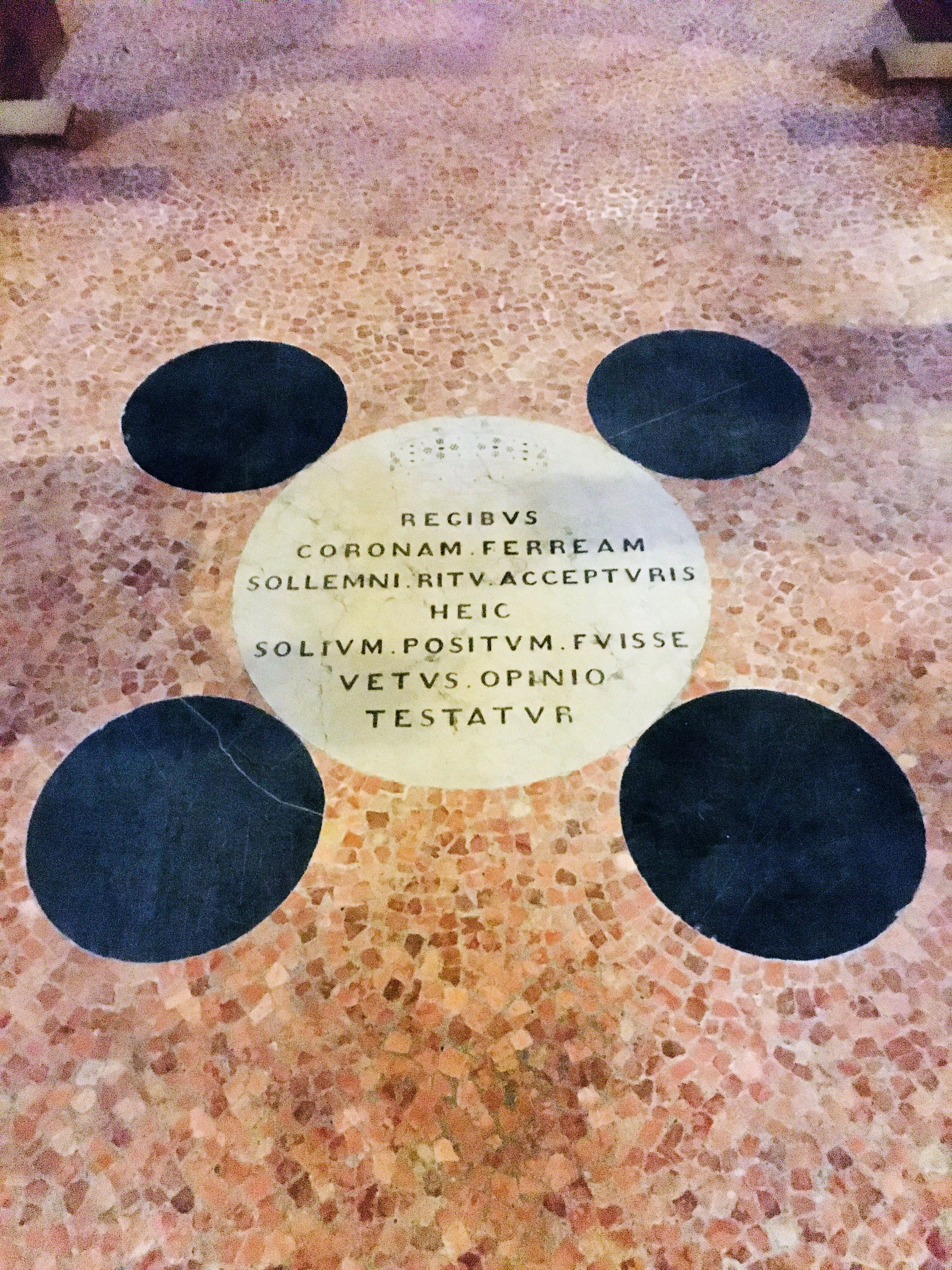
Basílica de San Michele, as cinco pedras, já mencionadas no Honorantiae civitatis Papiae (cerca de 1020), em que o trono foi colocado durante as coroações. A escrita e representação da Coroa de Ferro na pedra central foram adicionadas no século XIX.

O reino lombardo durou dois séculos, até 774, quando foi conquistado por Carlos Magno. Pavia permaneceu a capital do Reino da Itália também durante o período carolíngio e otoniano: na igreja de San Michele Maggiore em Pavia, Berengário I e seus sucessores até Berengário II e Adalberto II, foram coroados rei da Itália. A cidade foi a sede do Palácio Real, a mais alta corte do reino e a principal casa da moeda real até 1024. Além disso, em 25 de maio do ano 825 o Imperador Lotário I com a capitular de Corteolona fundou no Palácio Real a Schola Papiense, escola de direito, retórica e artes liberais, para que todos os estudantes de Milão, Brescia, Lodi, Bergamo, Novara, Vercelli, Tortona, Acqui, Genova, Asti e Como. Durante o período otoniano, Pavia desfrutou de um período de bem-estar e desenvolvimento. A antiga capital lombarda destacou-se de outras cidades do Vale do Pó por sua função fundamental como uma encruzilhada de comércio importante, tanto alimentos quanto itens de luxo. O comércio era favorecido principalmente pelas vias navegáveis usadas pelo imperador para seus movimentos: do Ticino você poderia facilmente chegar ao Pó, eixo direto com o Mar Adriático e tráfego marítimo.
Também na virada do século XI, a cidade deu à luz Liutprando da Cremona, bispo, cronista e diplomata a serviço de Berengário II primeiro e depois de Otão I e Otão II e Lanfranco de Cantuária, colaborador próximo de Guilherme I de Inglaterra após a conquista normanda do reino anglo-saxão, reorganizador da igreja inglesa. 
Em 1018, o papa Bento VIII convocou um concílio em Pavia, onde a condenação contra a simonia e o concubinato eclesiástico foi renovada, um novo concílio, sempre convocado pelo papa Bento VIII e pelo imperador Henrique II, foi realizado em Pavia em 1022.

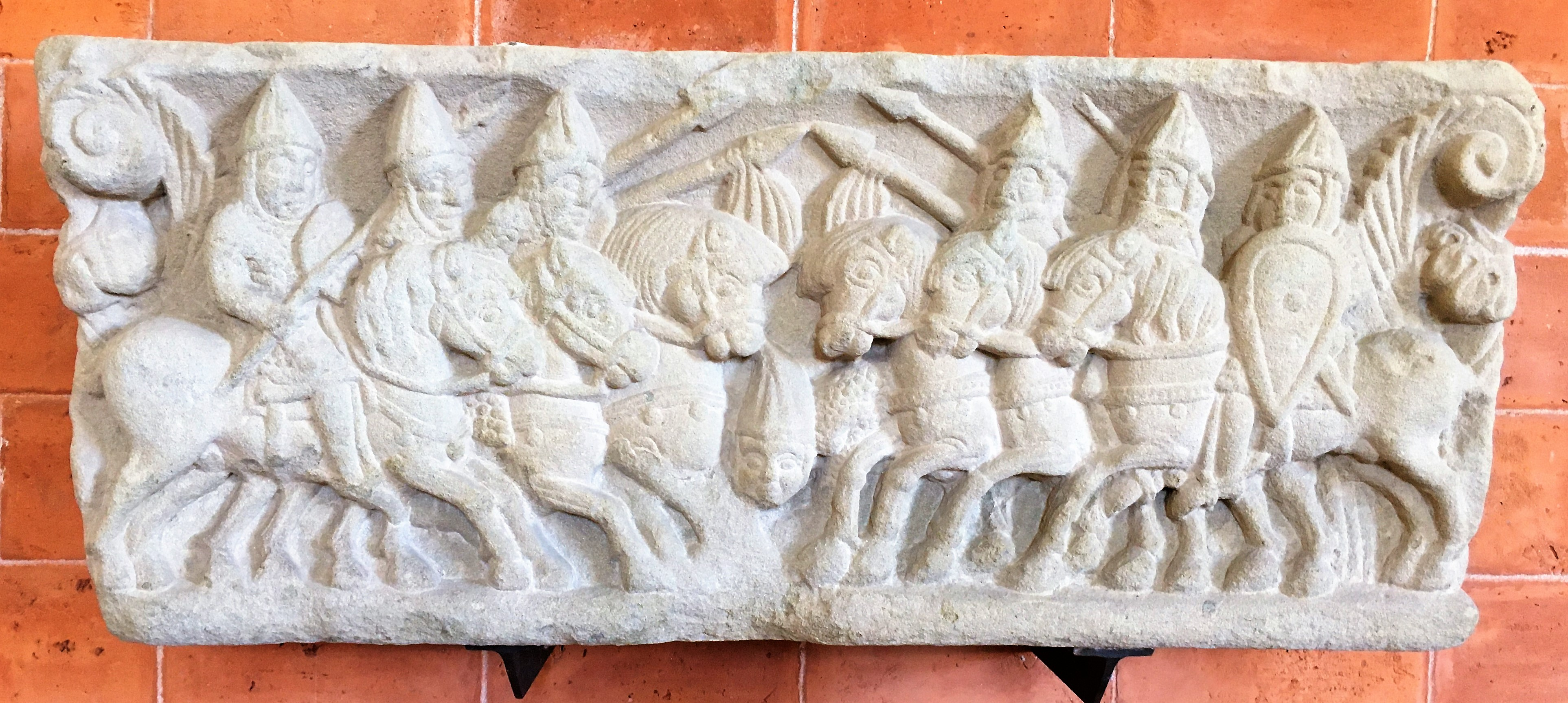
Choque de cavaleiros, século XII, Pavia, Museus cívicos

Em 1037, com a milícia de Pavia, o imperador Conrado II sitiou Milão, embora o cerco tenha sido levantado mais tarde, a devastação do campo milanês continuou até 1039. A rivalidade entre Pavia e Milão se transformou em uma guerra em 1056, que continuou por um longo tempo com altos e baixos e Pavia chamou os imperadores para ajudar.

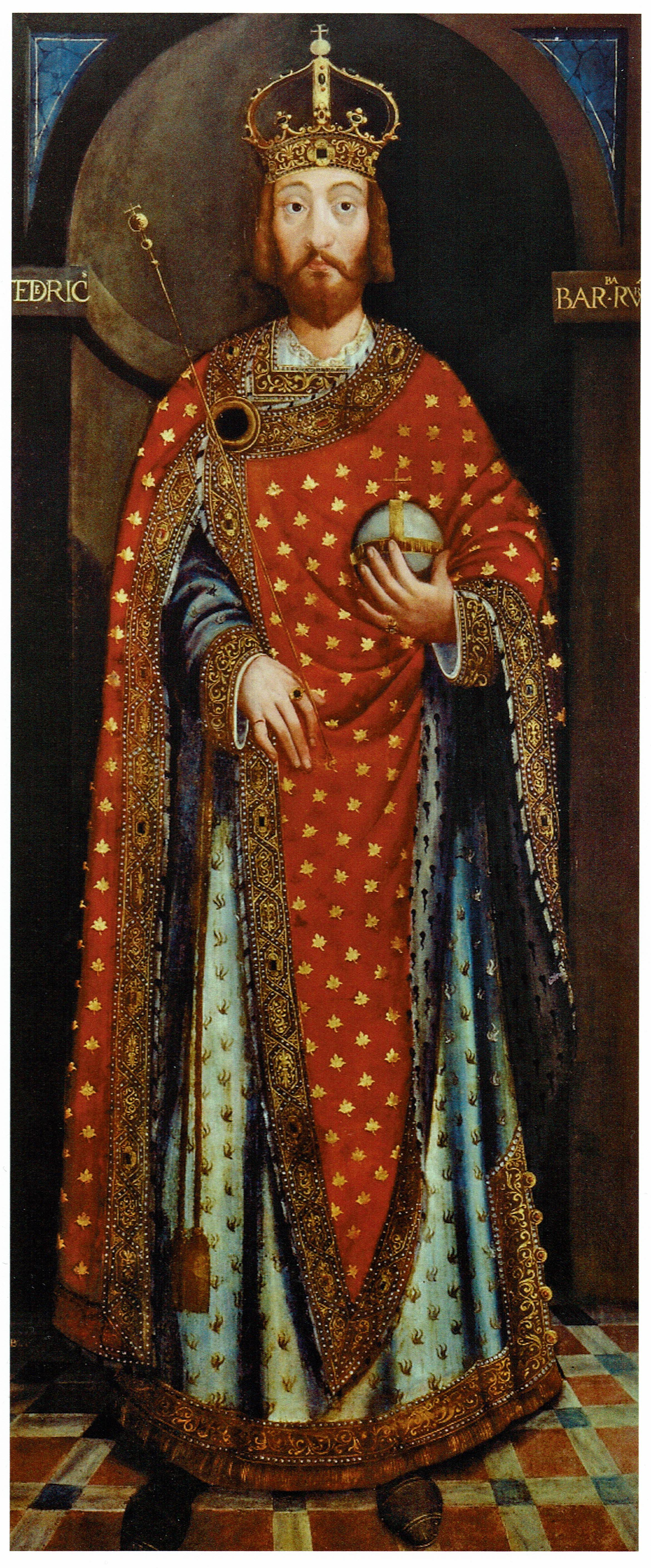
Bernardo Cane, Imperador Frederico I (1583), Pavia, Museus Cívicos. A pintura, uma cópia de um painel mais antigo, foi originalmente exibida no Broletto, na Sala do Conselho

Durante as guerras entre o imperador alemão Frederico Barbarossa (que foi coroado rei da Itália na basílica de San Michele Maggiore em 1155) e os municípios da Liga Lombarda, Pavia (com Como) foi leal ao exército imperial. No geral, Barbarossa residiu em Pavia por 13 anos em momentos diferentes. Numerosos também foram as paradas de toda a corte imperial na antiga capital do início da Idade Média. O imperador também concedeu a Pavia domínio sobre um vasto distrito que, no diploma de 1164, abraçou não só a Lomellina e o atual Oltrepò, com as terras entre Pavia e Milão, mas também uma grande parte do território de Tortona.
Frederico II entrou pela primeira vez em Pavia em 1212 e sua entrada na cidade foi celebrada em triunfo. Como já havia acontecido com Frederico II, a estadia dos suábios na cidade significou a retomada das antigas tradições reais da capital medieval. O soberano, como de costume, emitiu diplomas para corpos eclesiásticos locais e ficou no palácio no mosteiro de St. Saviour. Pavia apoiou Frederico II contra a Segunda Liga Lombarda, e suas forças participaram da batalha de Cortenuova, o cerco de Parma e inúmeras outras operações militares, obtendo em 1212 em Casei Gerola uma grande vitória sobre os milaneses e seus aliados.
A partir da segunda metade do século XIII, a cidade ficou perturbada com as lutas entre a facção guelfa, liderada pelos condes de Langosco e os gibelinos, liderados pela Beccaria, que finalmente, após vicissitudes alternadas, conseguiram assumir o controle de Pavia por volta de 1327.
Em 1329, com o Tratado de Pavia, o imperador Luís IV concedeu durante sua estadia em Pavia o Eleitorado do Palatinado aos descendentes de seu irmão, o duque Rodolfo, dividindo assim a dinastia de Wittelsbach em dois ramos. 

O Parque Visconteo

Em 1356, Galeácio II Visconti sitiou a cidade tanto do solo como do Ticino, mas o Pavia, ajudado pelo Marquês de Monferrato e estimulado por Iacopo Bussolari, um pregador agostiniano do mosteiro de San Pietro em Ciel d'Oro, derrotou pesadamente o exército e a frota de Visconti. No entanto, a paz não durou muito: em 1358, a guerra contra os Visconti eclodiu novamente e, em abril de 1359, Galeácio II Visconti, ajudado pela Beccaria, que entretanto tinha tomado o controle da maior parte do distrito de Pavia, conseguiu sitiar Pavia com um grande exército. Também desta vez, liderados por Bussolari, os Pavians resistiram tenazmente ao Visconti, mas finalmente eles tiveram que se render em 13 de novembro de 1359.
Após a conquista, Galeácio II Visconti, ansioso para alcançar uma maior autonomia de seu irmão Bernabé, e, acima de tudo, realizar um plano político preciso destinado a basear e legitimar seu poder, apropriando-se das memórias da realeza medieval primitiva que Pavia preservou, de pé em continuidade direta com os reis lombardos (de quem o Visconti começou a reivindicar a descida) e do início da Idade Média, que tinham sido baseados no Palácio Real da cidade, decidiu abandonar Milão e trazer a corte para Pavia.

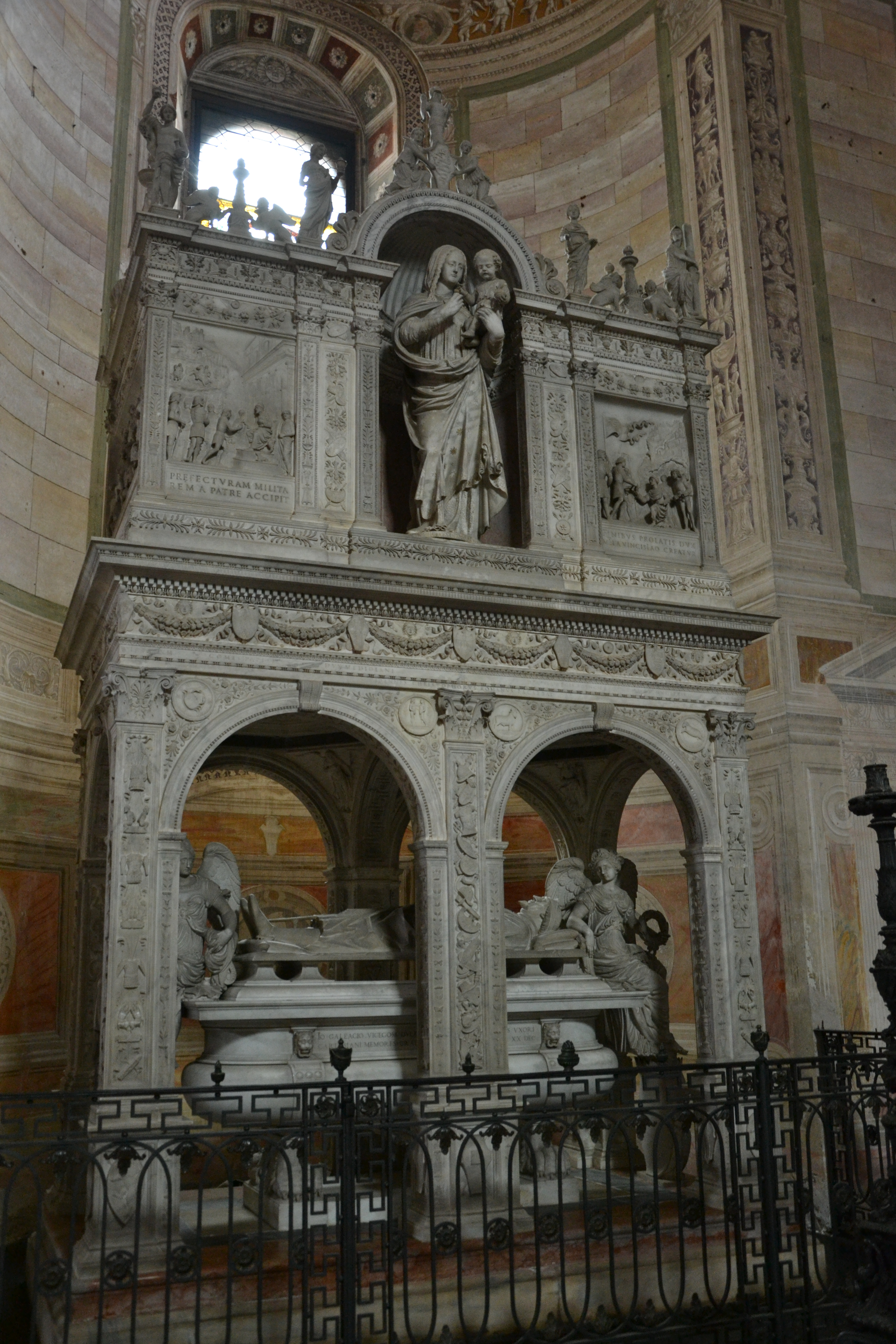
Gian Cristoforo Romano, tumba de João Galeácio Visconti, Mosteiro de Pavia

Foi provavelmente um projeto que Galeácio II Visconti já havia considerado há muito tempo, tanto que poucos meses depois de tomar Pavia ele começou a construção do castelo Visconteo, a futura sede de sua nova corte. O mesmo "sonho real" (e o apelo contínuo da monarquia lombarda e do reino da Itália) foi realizado, com maior vigor, por seu filho João Galeácio Visconti, que continuou a residir, principalmente, no castelo de Pavia e no mesmo Filipe Maria Visconti até 1413. Sob a dinastia milanesa, a importância de Pavia é evidenciada pela criação do condado de Pavia (1396) destinado ao primogênito (que foi celebrado por João Galeácio Visconti com uma cerimônia de entronização na Basílica de San Michele que traçou a coroação do início da realeza medieval), a fundação da universidade, o imenso parque Visconti, a duplicação da capital e os assentos da corte (Milão e Pavia), a fundação da Mosteiro de Pavia como um panteão dinástico e o estabelecimento de uma estrutura burocrática e de câmara que dobrou as instituições de Milão.

## Idade moderna e contemporânea

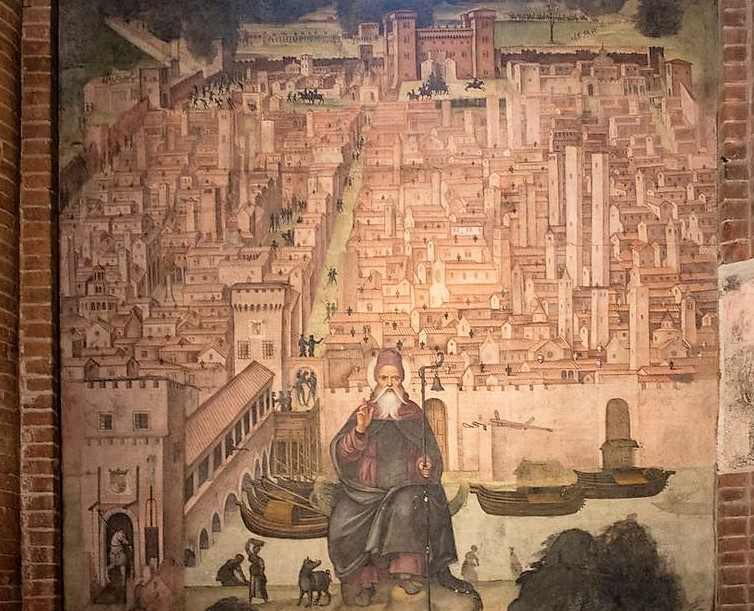
Bernardino Lanzani, Sant'Antonio Abate protege Pavia durante o cerco de 1522 (ex voto Civico), Igreja de San Teodoro

Ocupada pelos franceses em 1499, em 1512 na Batalha de Pavia, sob o comando de Matteo Schiner, a infantaria suíça e veneziana expulsou a guarnição francesa da cidade e saqueou Pavia. Em 1522 foi sitiada por Odet de Foix, Conde de Lautrec. Embora a situação em Pavia fosse desesperada, porque grande parte da guarnição imperial teve que deixar a cidade para resgatar Milão, também sitiada pelos franceses, e, além disso, Frederico II Gonzaga, que liderou a defesa de Pavia, tinha apenas cerca de 1.500 infantaria e 300 cavalaria, Enquanto o exército do rei da França era composto por quase 20.000 homens, o cerco falhou. A forte resistência dos cidadãos, que haviam reformado a milícia urbana, e a guarnição imperial, ligada à chegada de reforços dos Habsburgos, forçaram os franceses a fugir.
Em outubro de 1524, o rei da França Francisco I, liderando um exército de mais de 23.000 soldados de infantaria, 3.200 cavaleiros e 53 canhões, sitiou Pavia, apesar da desproporção da força  as operações continuaram por um longo tempo, permitindo assim que os imperiais enviassem, em fevereiro de 1525, um exército para o resgate em Pavia. A chegada dessas forças deu origem a um dos episódios mais importantes das guerras italianas: a Batalha de Pavia, em que o rei da França foi profundamente derrotado e feito prisioneiro.

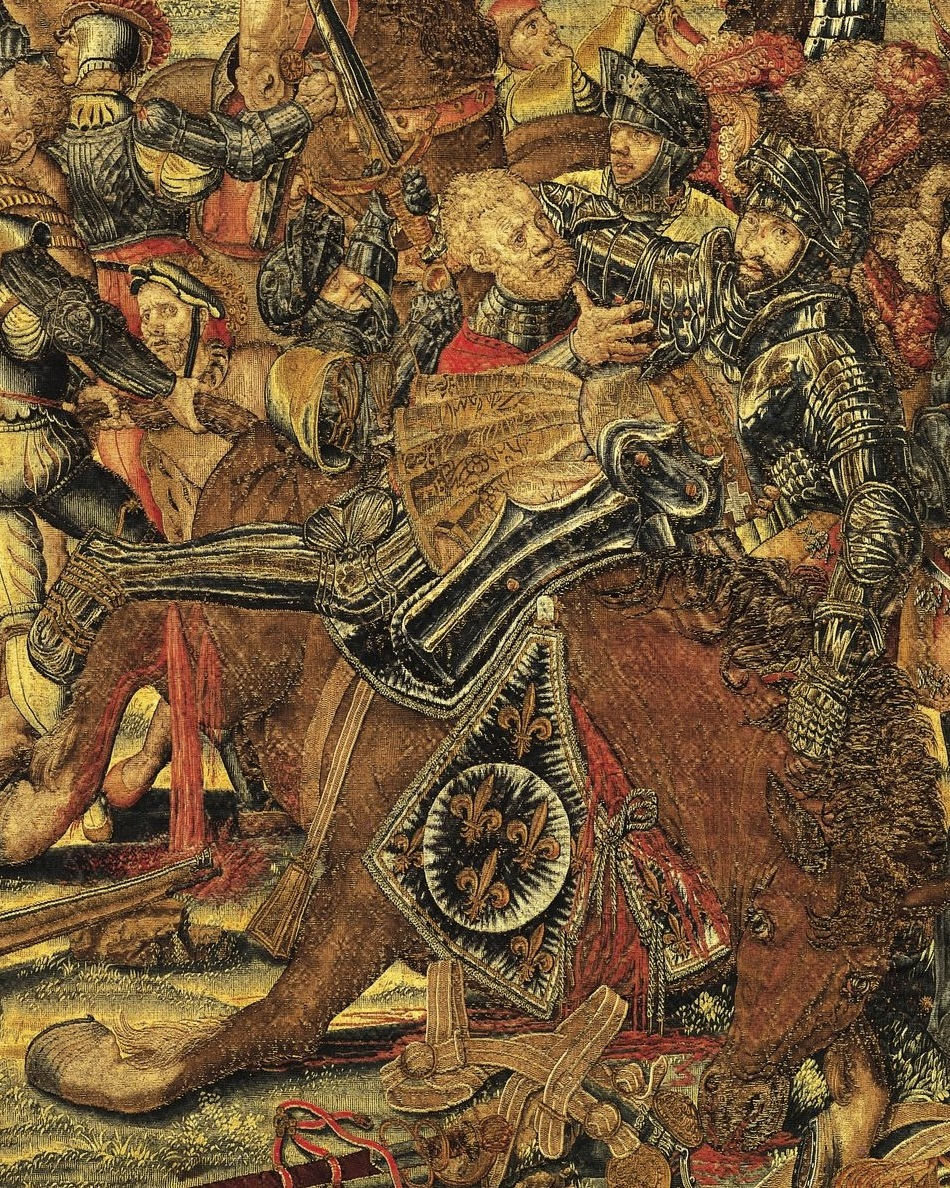
A captura de Francisco I da França durante a Batalha de Pavia, detalhe de uma das tapeçarias da Batalha de Pavia, Nápoles, Museu de Capodimonte

No entanto, dois anos depois, em 1527, os franceses, liderados por Odet de Foix, sitiaram Pavia novamente e, depois de tê-la conquistado, ansiosos para se vingar das derrotas de 1522 e 1525, submeteram-na a um saque muito pesado que durou sete dias. No entanto, a permanência dos soldados do rei da França na cidade durou pouco, em outubro de 1529 os homens de Carlos V apertaram Pavia e conseguiram afastar os franceses.
Nos mesmos anos atormentados, ele treinou na Universidade Girolamo Cardano, enquanto, provavelmente em 1511, Leonardo da Vinci estudou anatomia junto com Marco Antonio della Torre, professor de anatomia na universidade.
Em 1655, o príncipe Tomás Francisco de Saboia atacou Pavia com um exército de 20000/25000 soldados franceses, piemonteses e Duque de Módena, enquanto a cidade era defendida por Galeazzo Trotti, que tinha apenas 3,000 infantaria espanhola, cerca de 900 cavaleiros espanhóis e alguns milhares de homens da milícia urbana. No entanto, Tomás Francisco de Saboia não conseguiu conquistar Pavia e teve que recuar após um cerco de 52 dias.

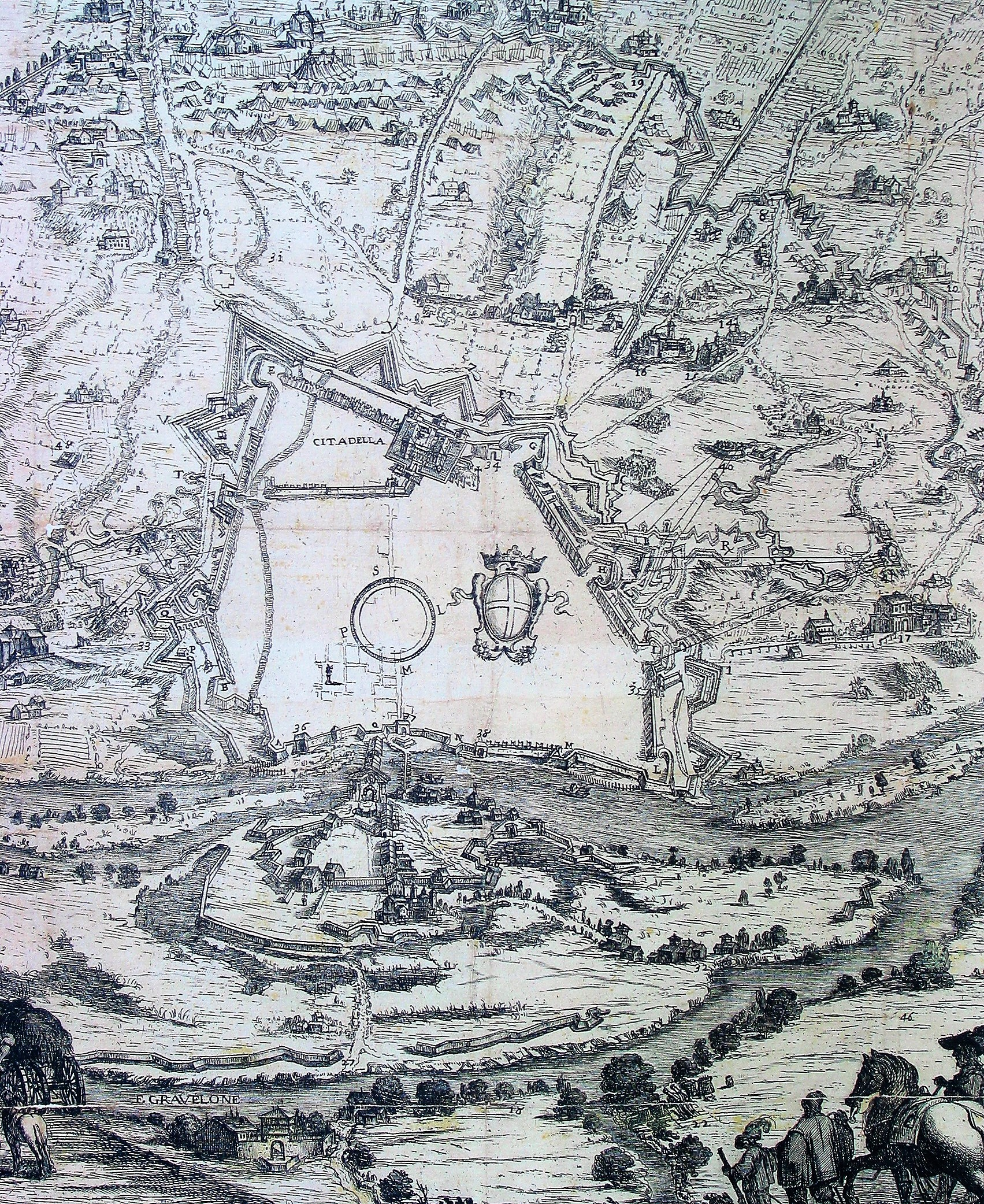
Ranunzio Prata, Cerco de Pavia em 1655, Pavia, 1656 (detalhe)

Em 1706, após um breve cerco, foi ocupada pelos austríacos, que mantiveram a cidade até 1796.
Na segunda metade do século XVIII, através dos impulsos de Maria Teresa e José II, a universidade experimentou um grande desenvolvimento, foram chamados professores de grande fama, como Alessandro Volta, Lazzaro Spallanzani, Antonio Scarpa, Giuseppe Frank, Giovanni Antonio Scopoli, Samuel-Auguste Tissot e Lorenzo Mascheroni e a universidade tornaram-se uma das principais universidades da Europa. Em Pavia, em 1777, Maria Pellegrina Amoretti se formou, a primeira mulher se formou em Direito Italiano.

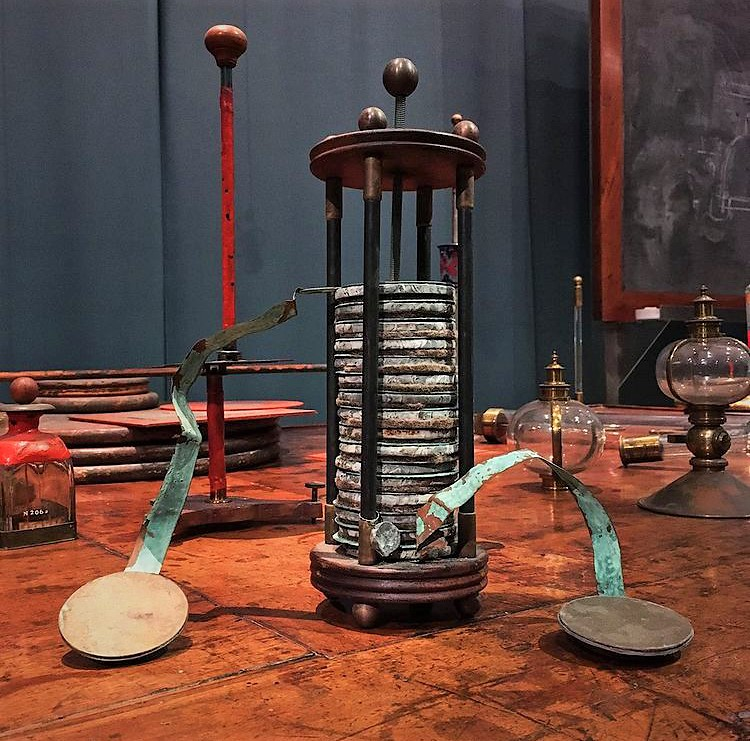
A pilha de Volta, Pavia, Museu para a História da Univesidade de Pavia

Em 1796, a cidade foi tomada pelos franceses e Pavia tornou-se parte do Reino da Itália de Napoleão até 1814. A era napoleônica viu de fato os ensinamentos de Vincenzo Monti e Ugo Foscolo na cadeira de eloquência, Gian Domenico Romagnosi em direito civil e Vincenzo Brunacci em matemática.
Em 1814 retornou aos austríacos. Em 1818, as obras do Naviglio Pavese foram concluídas: o canal, concebido como uma via navegável entre Milão, Pavia e Ticino e como um canal de irrigação. Em 1820, os primeiros barcos a vapor começaram a operar no cais de Pavia e, entre 1854 e 1859, o Lloyd Austrian organizou uma linha de navegação regular, sempre por navios a vapor, entre Pavia, Veneza e Trieste. Pavia tornou-se em 1859 parte do Reino da Sardenha (futuro Reino da Itália), juntamente com o resto da Lombardia.

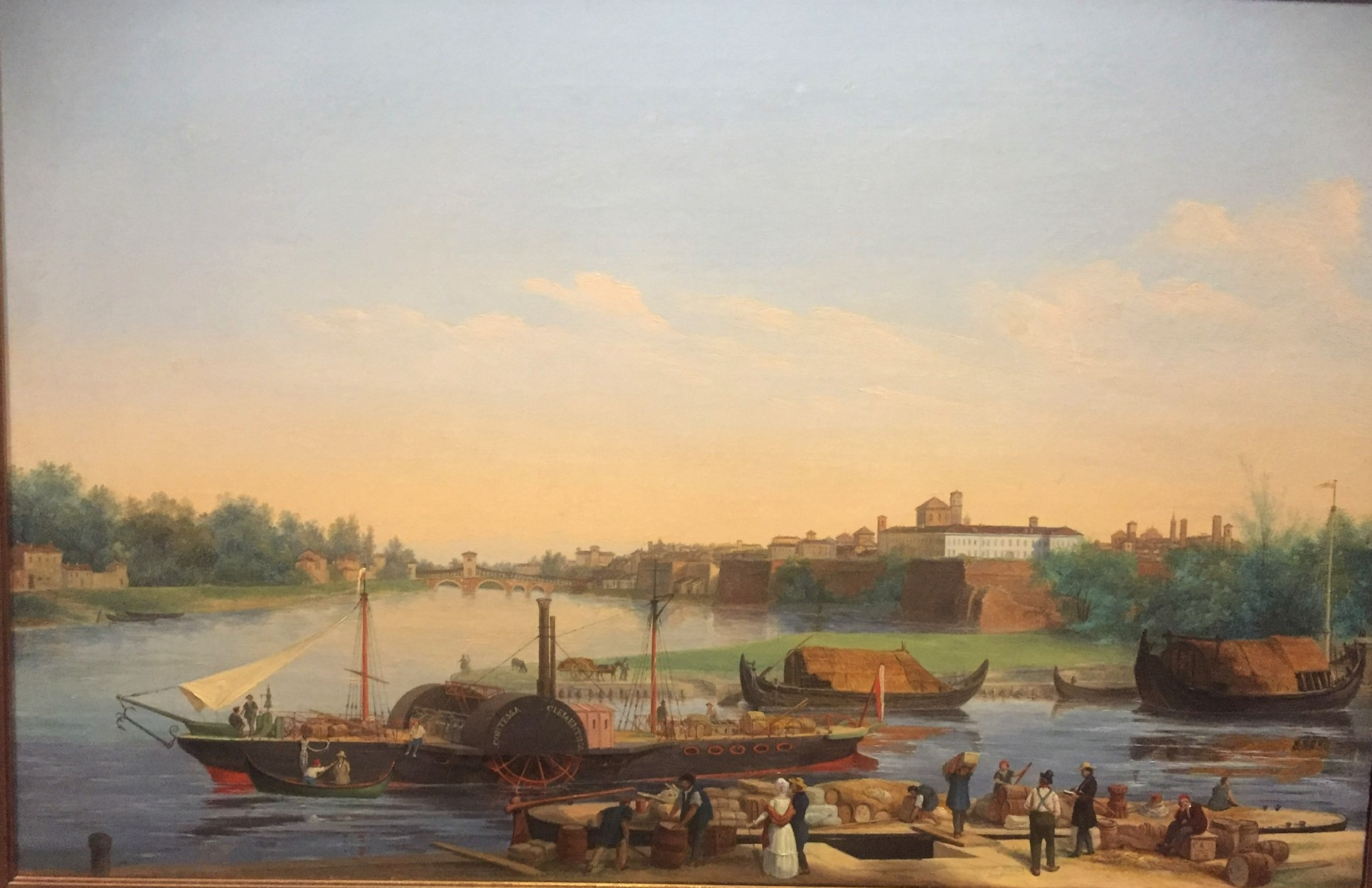
A doca de Pavia na confluência do Naviglio Pavese em Ticino com o navio a vapor Contessa Clementina, por volta de 1859, Pavia, Musei Civici

No século XIX, a universidade experimentou um forte crescimento no número de alunos e foi equipada com novos departamentos, laboratórios, salas de aula e, entre 1819 e 1850, ampliou sua sede e criou um novo e mais amplo auditório. Durante o decorrer do século, Pavia ensinou professores de grande fama, como, apenas para citar alguns, o anatomista Bartolomeo Panizza, Luigi Porta, o fisiologista Eusebio Oehl, Paolo Mantegazza, Giulio Bizzozero, o botânico Santo Garovalio, o matemático Francesco Brioschi, o físico Giovanni Cantoni, o geólogo Torquato Taramelli, o filósofo Carlo Cantoni, o historiador Giacinto Romano e foi a primeira universidade italiana a receber o Prêmio Nobel na pessoa do médico e histologista Camillo Golgi.
Em 1883 com a anexação de alguns municípios vizinhos, a área do município cresceu, nos mesmos anos começou a crescer indústrias importantes, como Necchi, enquanto em 1905 surgiu Snia Viscosa, a primeira grande fábrica italiana de seda artificial e tecidos sintéticos, seguido por muitos outros, tanto que nas primeiras décadas do século XX havia 16 mil trabalhadores industriais na cidade.

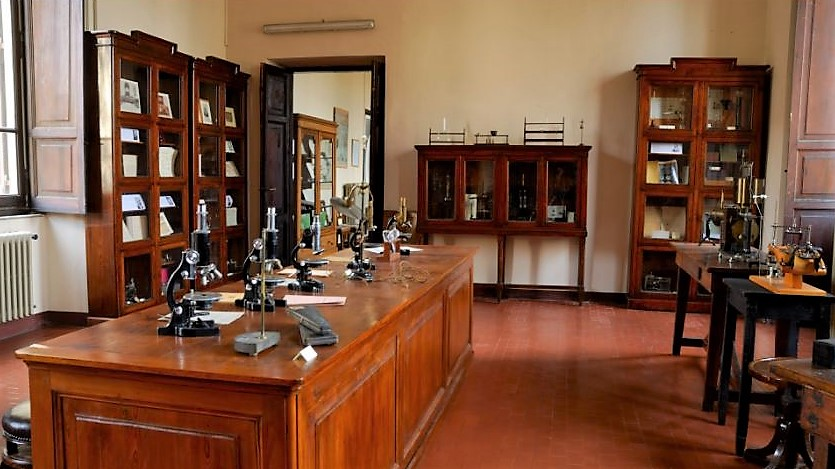
O laboratório de Camillo Golgi, Pavia, Museo Golgi

Em 1895, as famílias de Jakob e Hermann Einstein, tio e pai de Albert Einstein, de dezesseis anos, mudaram-se para Pavia, onde, a partir de 1894, fundaram as oficinas eletrotécnicas nacionais Einstein-Garrone ao longo do Naviglio Pavese.
Após 8 de setembro de 1943, Pavia foi ocupada pelo exército alemão. Em setembro de 1944, as forças aéreas dos EUA realizaram vários bombardeios na cidade com o objetivo de destruir as três pontes sobre o Ticino, estratégicas para o fornecimento de homens, armas e suprimentos para as unidades alemãs envolvidas ao longo da linha gótica. A batalha pela libertação de Pavia ocorreu na noite de 25-26 de abril de 1945, o dia em que, depois que a guarnição alemã deixou a cidade, as forças fascistas restantes se renderam aos partidários. Em 27 de abril, o Comitê de Libertação Nacional tomou posse da prefeitura e, em 30 de abril, as primeiras tropas aliadas entraram na cidade.

## Cultura

### Monumentos principais

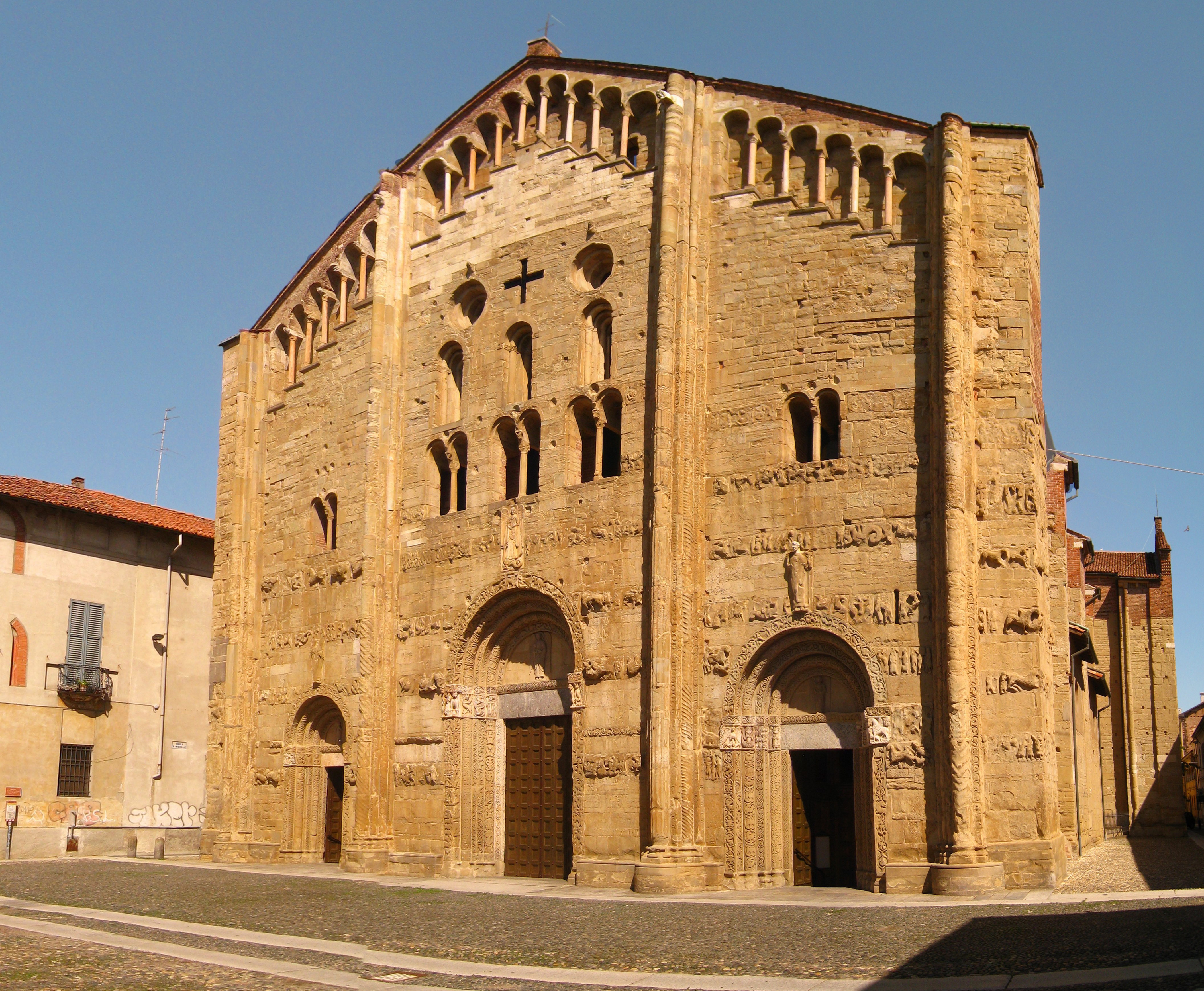
Basilica de San Michele Maggiore

O marco mais famoso de Pavia é o Certosa, ou Mosteiro de Pavia, fundado em 1396 e localizado a oito quilômetros ao norte da cidade.
Entre outras estruturas notáveis estão: 
- Basílica de San Michele Maggiore, é o monumento religioso medieval mais famoso e importante da cidade. Uma obra-prima do estilo românico lombardo, a igreja contém numerosos testemunhos do período em que Pavia foi a capital do reino italiano. Uma primeira igreja de San Michele foi originalmente construída no período lombardo (a parte inferior da torre do sino remonta a este período), mas foi destruída pelo fogo em 1004; a construção atual começou entre os séculos XI e XII (que remonta à cripta, coro e transeptos) e foi provavelmente concluída por volta de 1130. A Basílica de San Michele é considerada o protótipo das muitas igrejas medievais de Pavia: no entanto, difere das outras igrejas da cidade para o uso extensivo, tanto para a estrutura e para as decorações, do arenito frágil em vez de terracota, e também para a conformação arquitetônica particular e complexa, que fornece um plano de cruz latina com três naves com galerias e um transepto particularmente desenvolvido, com sua própria fachada autônoma no lado norte. A basílica recebeu cerimônias e coroações luxuosas, incluindo as coroações de Berengário I (888), Guido III (889), Luís III (900), Rodolfo II (922), Hugo (926), Berengário II e seu filho Adalberto (950), Arduino (1002), Henrique II (1004) e Frederico Barbarossa (1155).[37]

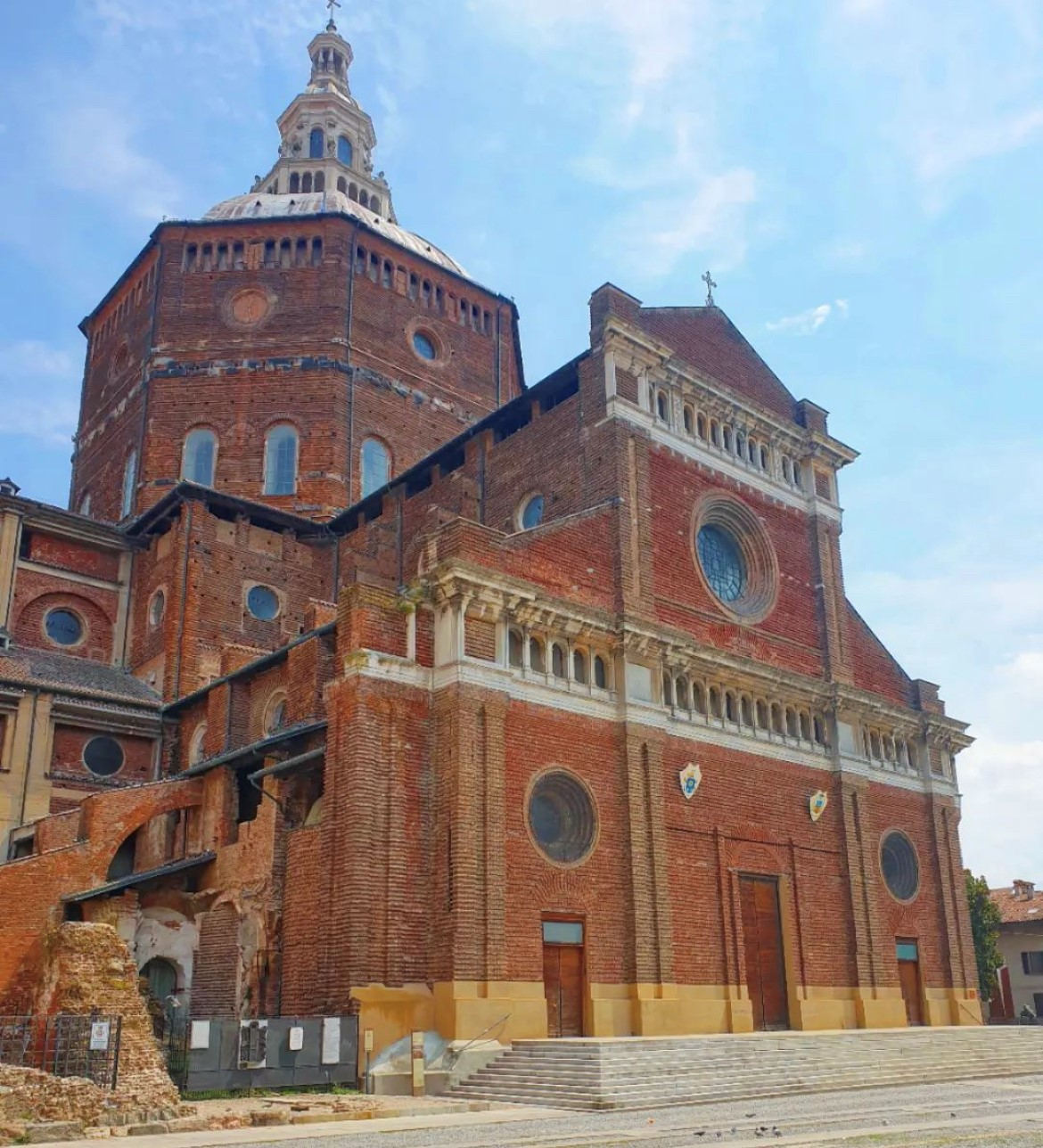
Catedral de Pavia

- Catedral de PaviaCatedral de Pavia dedicado a Santa Maria Assunta e Santo Stefano (Protomartyr), é um edifício imponente com um plano de cruz grega. O local de construção da catedral foi aberto (com a demolição das duas basílicas originais dos séculos XI e XII) em 1488 por ordem do bispo Ascanio Maria Sforza Visconti: a estrutura permaneceu incompleta por séculos, até o final do século XIX, quando a cúpula e a fachada foram concluídas, em 1885 e 1898, respectivamente, de acordo com o projeto original de Giovanni Antonio Amadeo. A cúpula central, cujo projeto é atribuído a Bramante, com um plano octogonal, com uma altura de 97 metros, uma luz de 34 e um peso na ordem de 20.000 toneladas, é o quarto em Itália em tamanho. Após quase 17 anos de restauração e segurança da cúpula, em 2013 a igreja foi reaberta aos fiéis.[38]

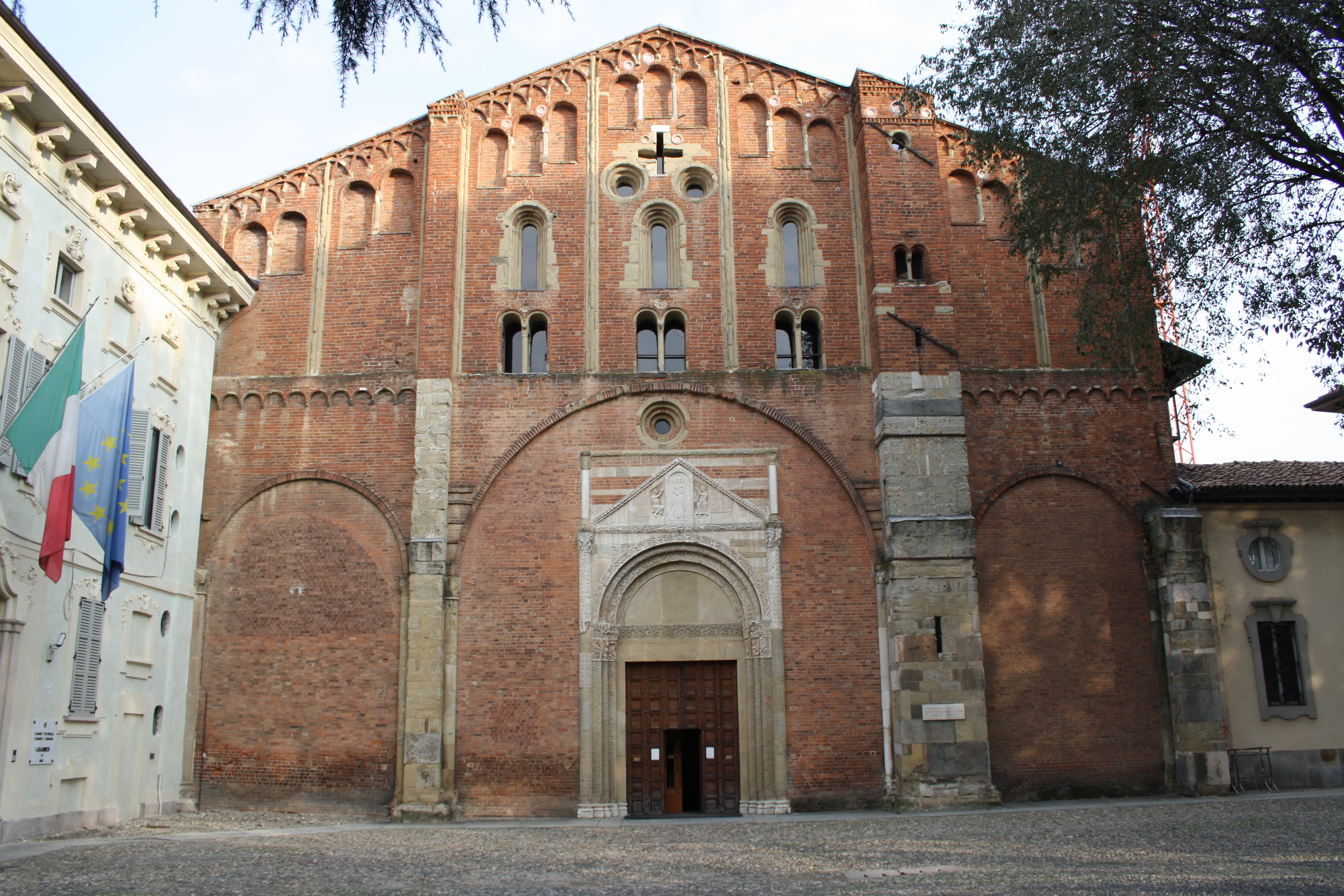
Basilica de São Pedro no Céu de Ouro

- Basilica de São Pedro no Céu de OuroBasílica de São Pedro em Ciel d'Oro, cujas origens se encontram no início do século VIII, foi, segundo a tradição, fundada pelo rei Liutprando. Reconstruído no século XI, o moderno edifício foi consagrado em 1132. A fachada, a cúpula e o piso de mosaico são semelhantes a San Michele Maggiore, sem as esculturas características. San Pietro in Ciel d'Oro, que juntamente com San Michele é a mais espaçosa das basílicas românicas em Pavia, destaca-se do outro edifício para o uso intensivo de terracota em vez de arenito. No interior, murado no último pilar da nave direita, está o túmulo do rei lombardo Liutprando (m. 744). A igreja também abriga as relíquias de Santo Agostinho, trazidas aqui por Liutprando da Sardenha. As relíquias do Santo estão preservadas na famosa Arca de Santo Agostinho, cuja massa de mármore é visível no altar-mor. A Arca foi feita pelos Mestres em 1362 e é adornada com pelo menos 150 estátuas e baixos-relevos. O corpo de Severino Boécio também está preservado na Basílica, precisamente na cripta.[39]

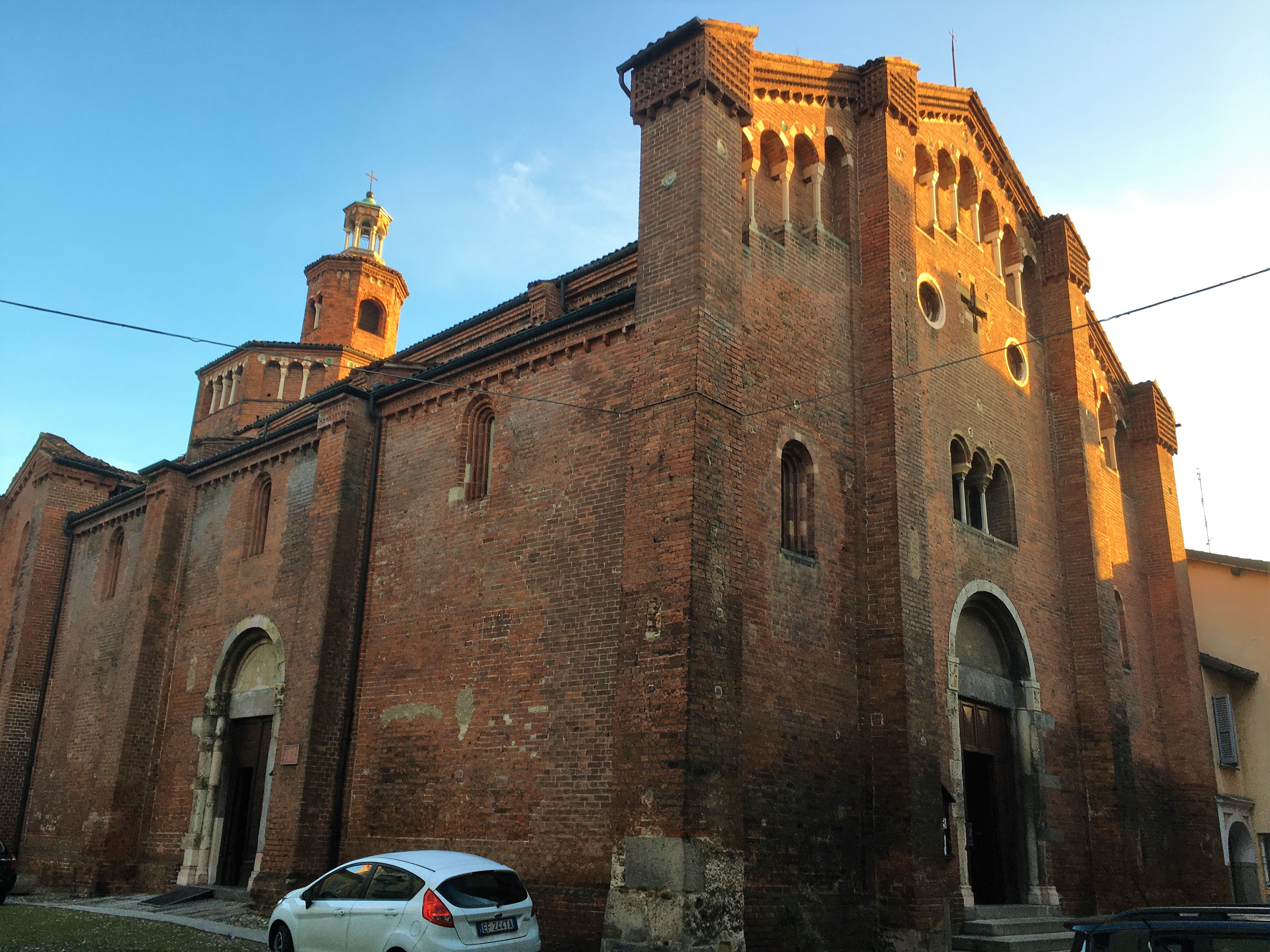
Igreja de San Teodoro

- Igreja de San TeodoroIgreja de San Teodoro: esta igreja foi construída no período lombardo em 752 e foi reconstruída em 1117 e dedicada a Theodoro de Pavia, um bispo medieval da Diocese de Pavia, é o terceiro. embora menor, basílica românica em Pavia. Situado nas encostas que levam até o Ticino, serviu os pescadores. As absides e o tibúrio de três níveis exemplificam a simplicidade efetiva da decoração românica. No interior, há dois afrescos incríveis da cidade (1525) atribuídos a Bernardino Lanzani. O último, o lançamento definitivo, foi retirado revelando o primeiro inacabado. Ambos são impressionantemente detalhados e revelam como o layout urbano de Pavia mudou pouco em 500 anos.[40]

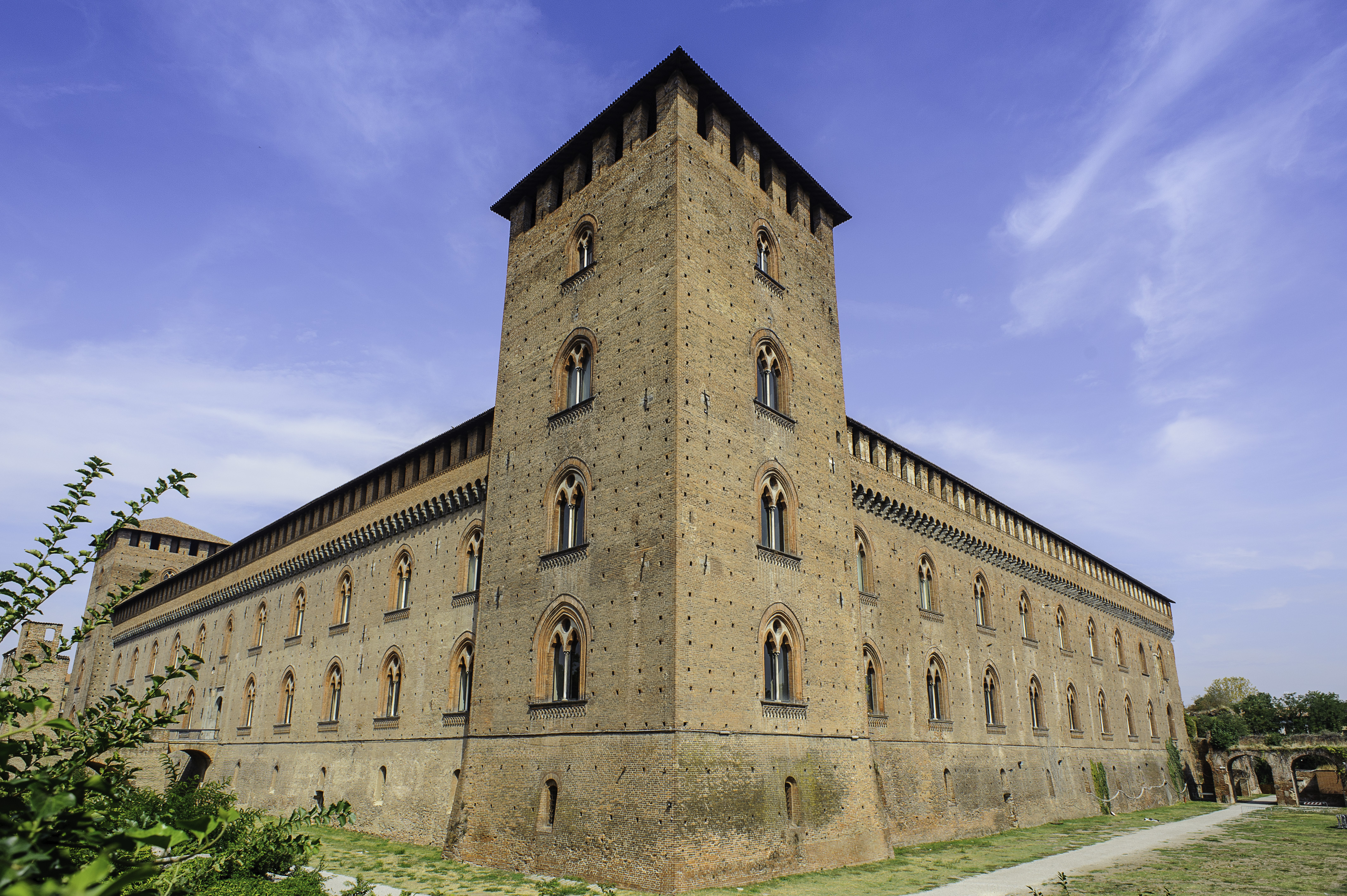
Castelo Visconteo (1360-1365)

- Castelo Visconteo (1360-1365)Castello Visconteo: construído em 1360-1365 por Galeácio II Visconti, este grande castelo serviu como uma residência privada, em vez de uma fortaleza. O poeta Francesco Petrarca passou algum tempo lá, quando João Galeácio Visconti o chamou para cuidar da magnífica biblioteca que possuía cerca de mil livros e manuscritos, posteriormente perdidos. O Castelo agora abriga os Museus da Cidade e o parque é uma atração popular para as crianças. Uma lenda não confirmada quer que o castelo seja conectado por um túnel secreto ao Mosteiro de Pavia.[41]

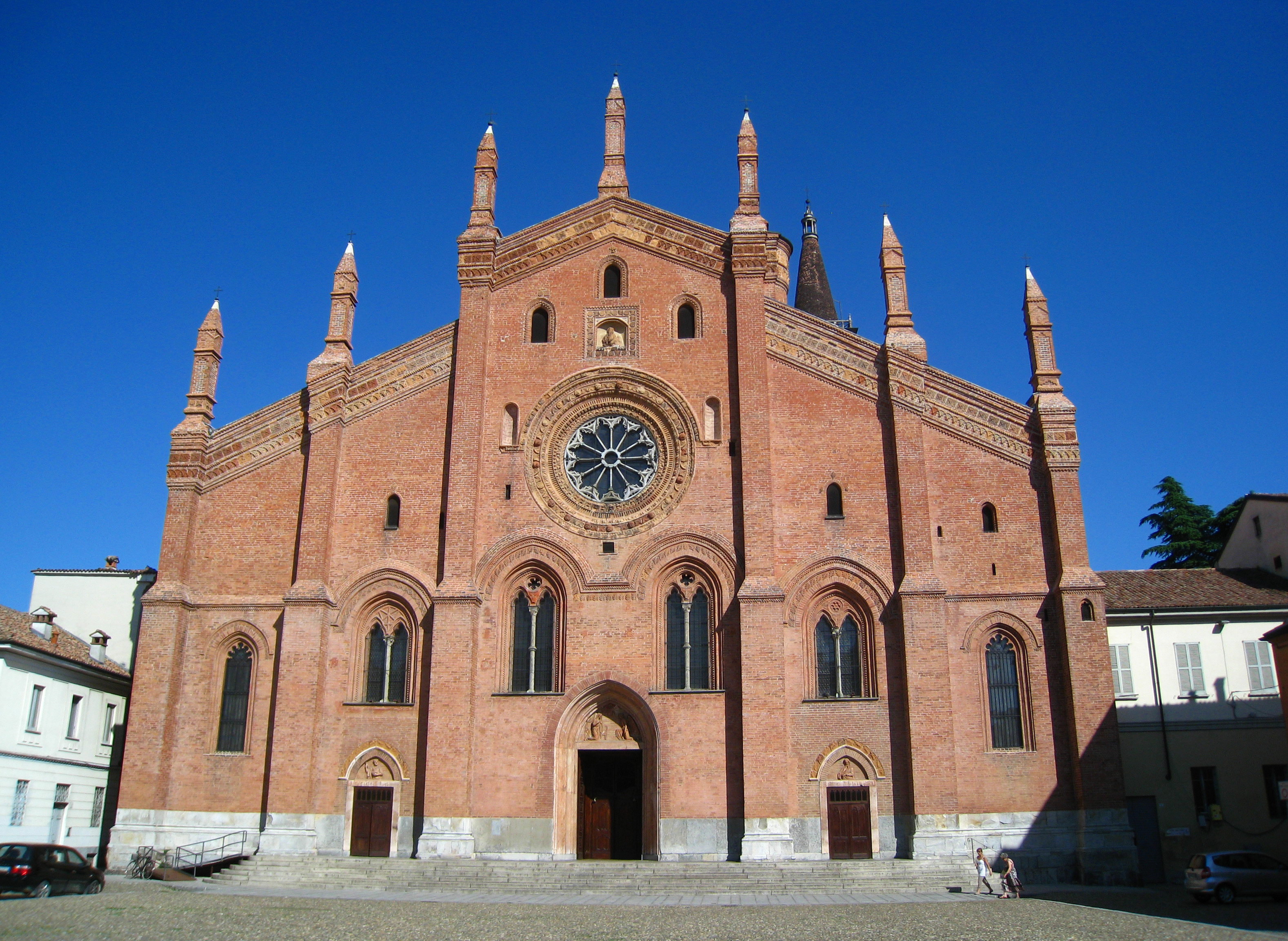
Igreja de Santa Maria del Carmine

- Igreja de Santa Maria del CarmineSanta Maria del Carmine: esta igreja é um exemplo bem preservado da arquitetura gótica de alvenaria no norte da Itália. Construída, entre 1374 e 1461, sobre o plano de cruz latina, é a segunda maior igreja Pavian após o Duomo, com um perímetro de 80 m 40 m (260 pés 130 pés) que compreende uma nave e dois corredores. A fachada característica tem uma grande rosácea e sete cúspides.[42]

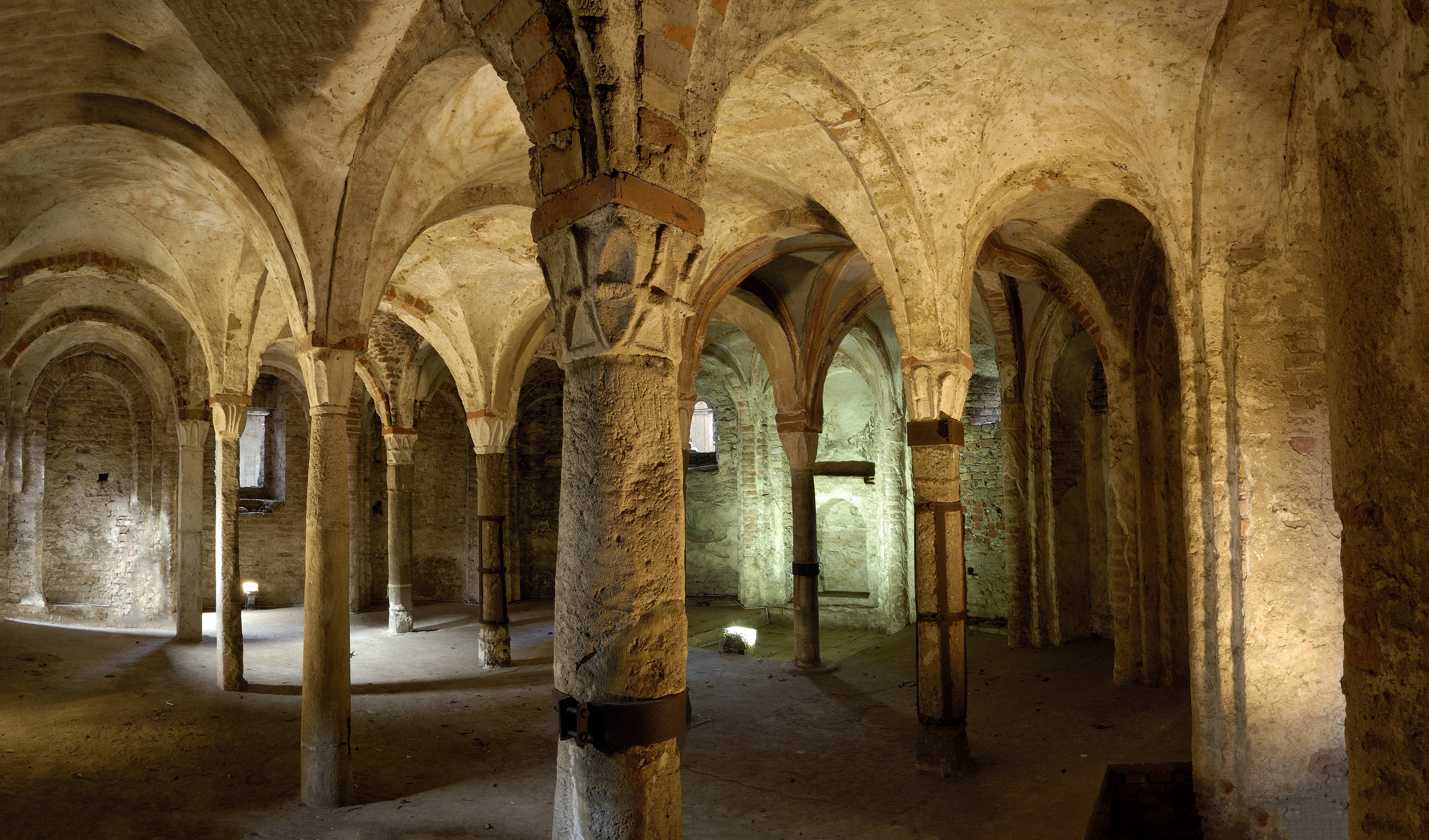
Cripta de Sant'Eusebio

- Cripta de Sant'EusebioCripta de Sant'Eusebio: a igreja foi fundada pelo rei Lombard Rotário no século VII como a catedral ariana da cidade. A igreja foi demolida em 1923, mas a cripta foi preservada. O edifício, reconstruído no século XI, mantém partes da antiga igreja lombarda, como as capitais, muito longe da arte clássica.[43]

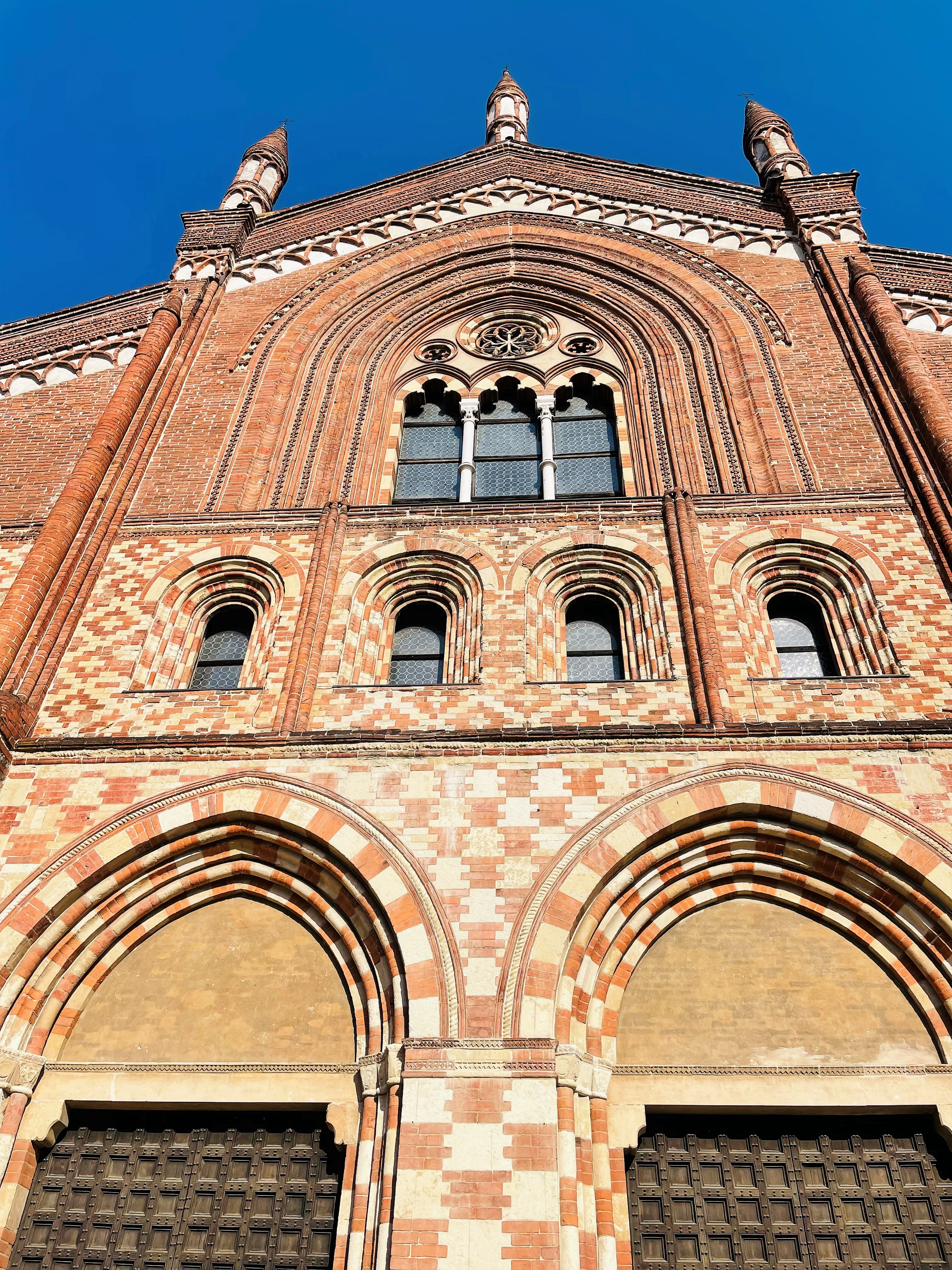
Igreja de San Francesco Grande

- Igreja de San Francesco GrandeA igreja de San Francesco Grande construído em estilo gótico entre 1228 e 1298, ele mantém obras de grande importância, como o retábulo com San Matteo de Vincenzo Campi e foi usado pelos Visconti para abrigar sepulturas de membros da família ou personalidades importantes; Na verdade, Isabella da França, Carlo e Azzone (filho de João Galeácio Visconti e Isabelle da França)O marquês Manfred V di Saluces, Baldo de Ubaldo e, mais tarde, Facino Cane foram enterrados aqui.[44]
- San Giovanni Domnarum: a igreja foi fundada, em 654, pela rainha Gundeberga, esposa de Rotário, que possivelmente foi enterrada na igreja. O edifício, construído sobre banhos romanos, foi quase inteiramente reconstruído no século XVII. A cripta (que incorpora restos romanos e lombardos) e o campanário permanecem da igreja mais antiga.[45]
- Santa Maria in Betlem: fundada no século IX, foi reconstruída e ampliada em 1130. Perto da igreja havia um hospital para peregrinos que viajavam para a Terra Santa e por esta razão a igreja dependia do bispo de Belém. A igreja está em estilo românico.[46]

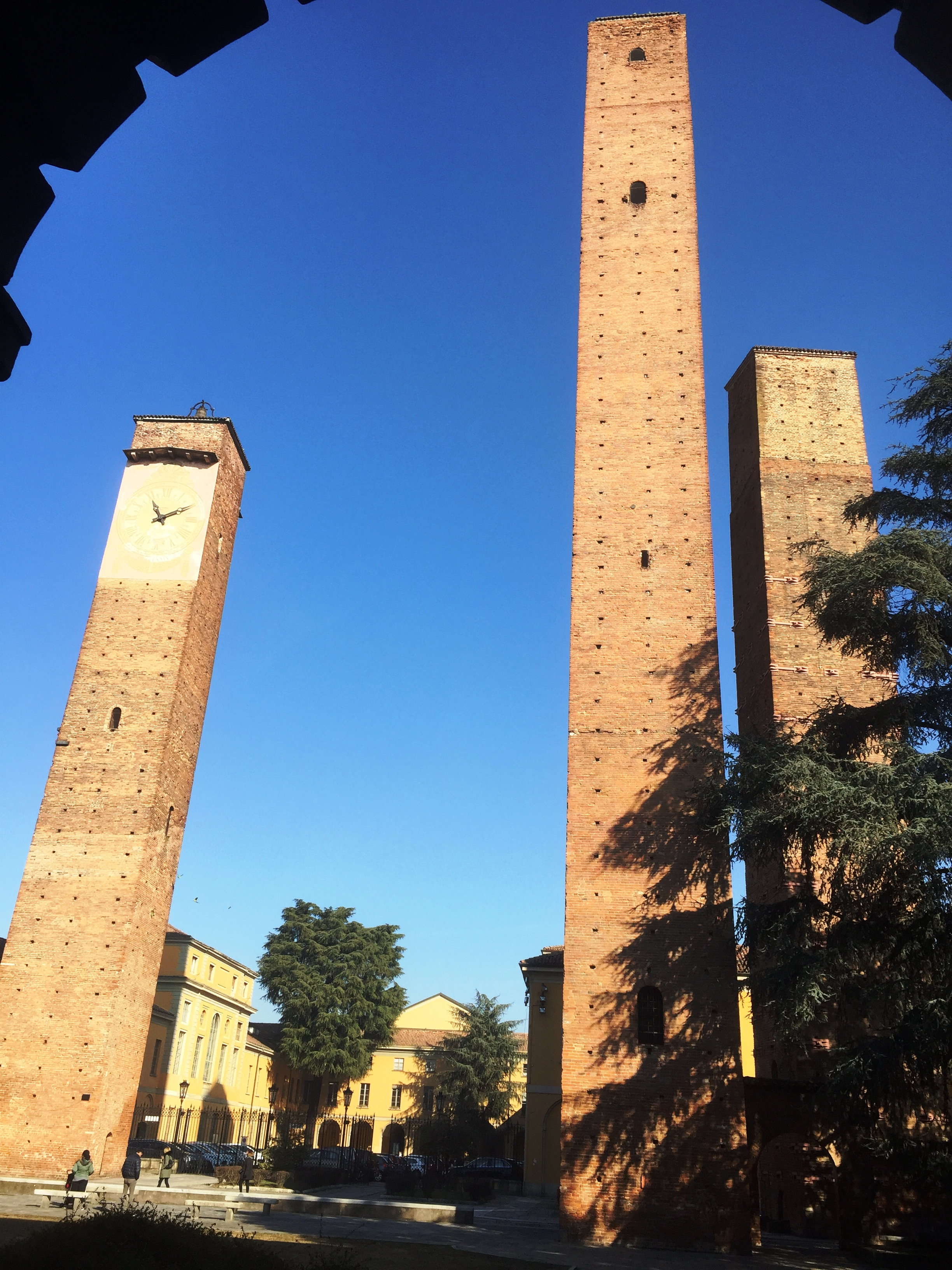
Algumas das torres de Pavia

- Algumas das torres de PaviaTorres de Pavia: característica do centro histórico de Pavia é a presença de torres nobres medievais que sobrevivem em seu tecido urbano, apesar de terem sido mais numerosas, como evidenciado pela representação do século XVI da cidade afrescos na igreja de San Teodoro. Eles foram construídos principalmente entre os séculos XI e XIII, quando a cidade de Gibelina estava no auge de sua floração românica. As torres presentes em Pavia, com base na documentação histórica e iconográfica, devem ter sido cerca de 65, dos quais cerca de 25 sobrevivem.[47]

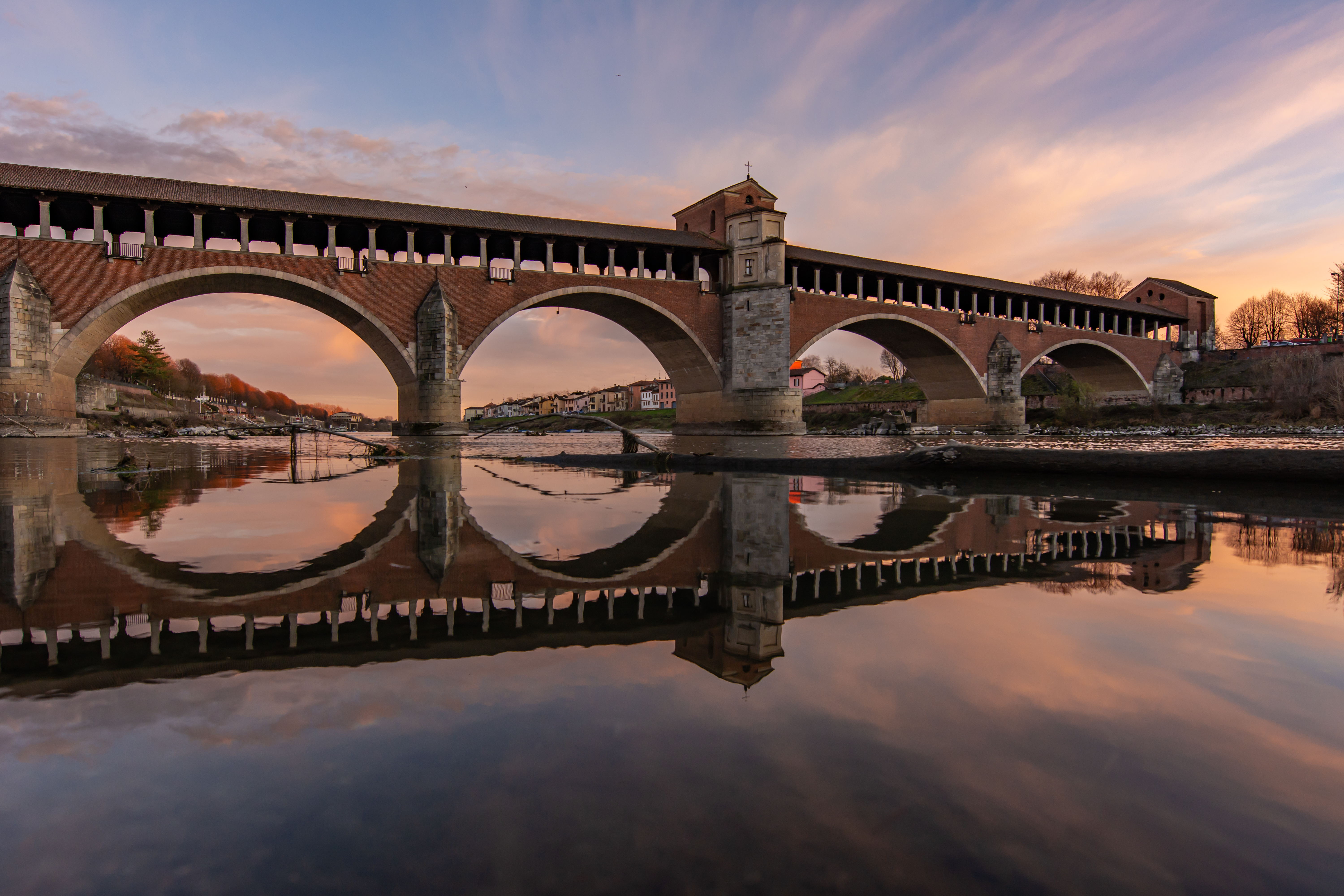
Ponte Coperto

- Ponte CopertoPonte Coperto: é uma ponte em arco de pedra e tijolo sobre o Ticino em Pavia, Itália. A ponte anterior, datada de 1354 (ela própria uma substituição para uma construção romana), foi fortemente danificada pela ação aliada em 1945. Um debate sobre como consertar ou substituir a ponte terminou quando a ponte caiu parcialmente em 1947, exigindo uma nova construção, que começou em 1949.[48]

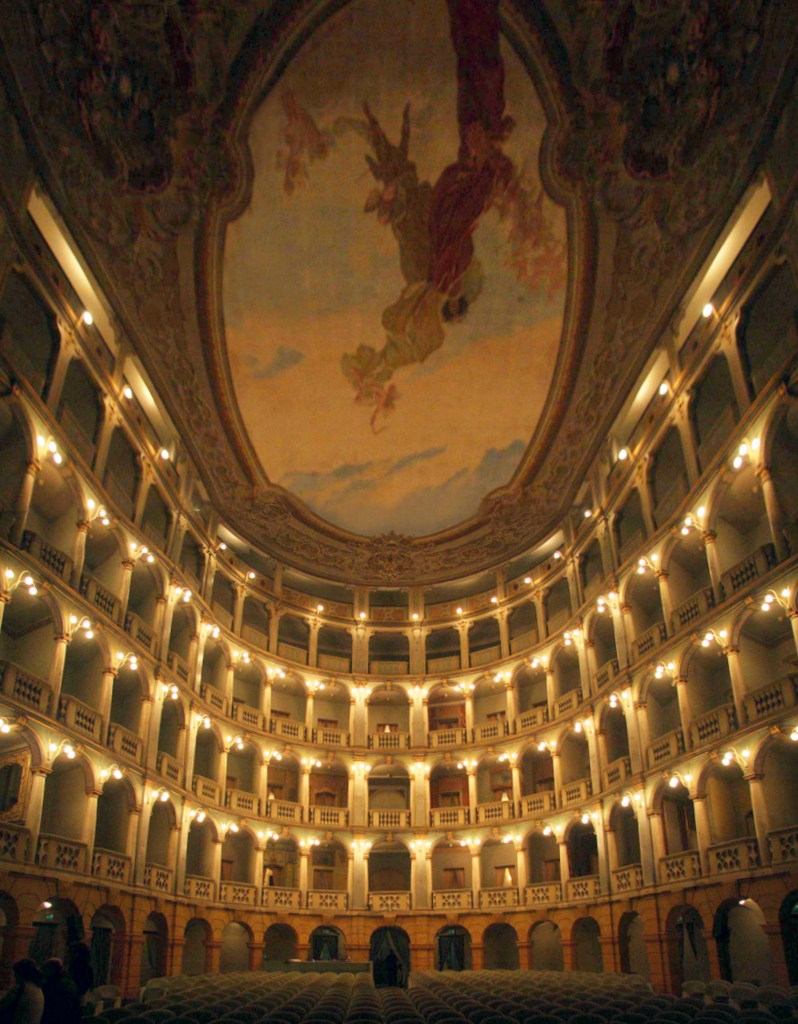
Teatro Fraschini (1771-1773)

- Basílica do Santíssimo Salvador: foi fundada em 657 pelo rei lombardo Ariberto I como mausoléu e reis da dinastia da Baviera, foram enterrados lá Ariberto I, Bertário, Cuniberto, Liutberto e Ariberto II. Teatro Fraschini (1771-1773)Por vontade de Adelaide da Itália Majolus de Cluny criou um mosteiro perto da igreja em 971. Foi reconstruído entre 1453 e 1511.[49]
- Santa Maria di Canepanova é uma igreja católica romana de estilo renascentista localizada no centro de Pavia. Embora no passado o projeto tenha sido popularmente atribuído a Bramante, a igreja foi projetada por Giovanni Antonio Amadeo. A igreja foi construída entre 1500 e 1557 e contém muitas pinturas e afrescos em estilo maneirista e barroco.[50]
- Teatro Fraschini: casa de ópera encomendada por 4 aristocratas de Pavia a Antonio Galli da Bibbiena entre 1771 e 1773. Em 1869 foi adquirido pelo município de Pavia e foi dedicado ao tenor Pavese Gaetano Fraschini.[51]

### Educação
Pavia é uma importante cidade universitária italiana, com vários institutos, universidades e academias, incluindo a antiga Universidade de Pavia. Aqui está uma lista incompleta das principais instituições localizadas na cidade: 
- A Universidade de Pavia, uma das universidades mais antigas da Europa, foi fundada em 1361, embora uma escola de retórica esteja documentada em 825, tornando este centro talvez a mais antiga proto-universidade da Europa. O Campus Antigo é um amplo bloco composto por doze cortes dos séculos XV a XIX. A universidade oferece mais de 80 programas de graduação; mais de 40 programas de mestrado e cerca de 20 programas de doutorado (incluindo 8 em inglês). Cerca de 1.500 estudantes que entram na universidade todos os anos são estudantes internacionais.[52] No 2021 l'Università aveva 24.379 estudantes.[53] A universidade também tem um reator nuclear, o LENA, ativo desde 1965 e usado (como os outros três reatores nucleares na Itália) tanto para treinamento quanto para pesquisa médica.[54]

- O Colégio Borromeo (Ital. Almo Collegio Borromeo), fundado em 1561 por Carlos Borromeu, é o colégio mais antigo da Universidade de Pavia, no norte da Itália.[55]
- Ghislieri College (Ital. Collegio Ghislieri), fundado em 1567 pelo Papa Pio V, é o segundo antigo colégio em Pavia, com o outro sendo Almo Collegio Borromeo, e uma das faculdades mais antigas da Itália e co-fundador do IUSS, localizado em Pavia também. O Collegio Ghislieri é uma instituição italiana de 450 anos comprometida em promover estudos universitários com base no mérito, hospedando cerca de 200 alunos (homens e mulheres) que frequentam todas as faculdades da Universidade Estadual de Pavia, oferecendo-lhes oportunidades logísticas e culturais, como bolsas de estudo, palestras, conferências, uma biblioteca de 100.000 volumes (terceiro entre bibliotecas privadas no norte da Itália) e cursos de idiomas estrangeiros. A cada ano, cerca de 30 novos alunos vindos de todo o país são selecionados por um concurso público. Fundada pelo Papa Pio V (Antonio Ghislieri) em 1567, desde o século XVIII administrada laicamente, hoje sob o Alto Patrocínio da Presidência da República Italiana, é classificada entre as instituições de alta qualificação pelo Ministério da Educação e Universidade Italiana.[56]
- O IUSS Pavia ou o "Istituto Universitario di Studi Superiori" de Pavia (Eng. IUSS School for Advanced Studies) é um instituto de ensino superior localizado em Pavia, Itália. Foi fundada em 1997 pela Universidade de Pavia, Colégio Borromeo e Colégio Ghislieri, apoiado pelo Ministro da Educação italiano. Ele é moldado de acordo com o modelo Scuola Normale Superiore di Pisa e reúne todas as cinco faculdades de Pavia, formando o Sistema de Estudo Pavia.[57]

### Museus
Pavia possui um tesouro artístico notável, um legado do passado de prestígio da cidade, dividido em vários museus. 

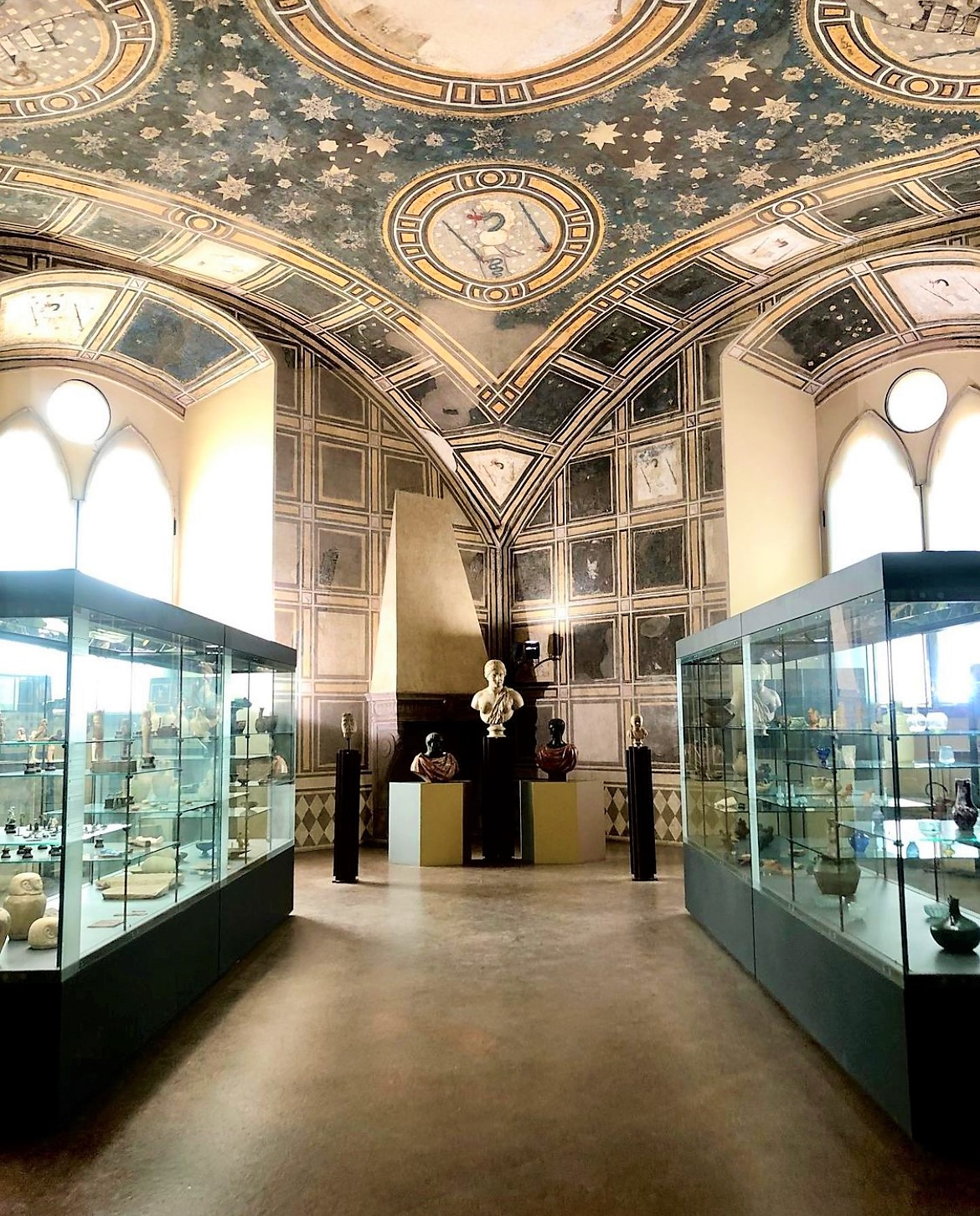
One of the rooms of the Civic Museums inside the Visconti Castle

Os Museus Cívicos de Pavia (localizados no Castelo Visconti) estão divididos em várias seções: Arqueológico, que preserva uma das mais ricas coleções de vidro romano no norte da Itália e importantes artefatos e achados arqueológicos do período lombardo, como o plutei de Teodota e a coleção (a maior da Itália) de epígrafes lombardas, algumas das quais pertencem aos túmulos de reis ou rainhas. Depois, há a seção românica e renascentista, que exibe esculturas, arquitetura e mosaico. A coleção românica é muito rica, uma das maiores do norte da Itália, que também preserva importantes pratos arquitetônicos orientais do oriente islâmico e bizantino que adornavam as fachadas de igrejas e edifícios. Obras de Jacopino da Tradate, Giovanni Antonio Amadeo, Cristoforo e Antonio Mantegazza e Annibale Fontana também estão expostas. Os Museus Cívicos também abrigam o museu Risorgimento, dedicando espaço particular à vida social, econômica e cultural de Pavia entre os séculos XVIII e XIX, a coleção de objetos africanos coletados por Luigi Robecchi Bricchetti durante suas explorações e a coleção numismática, que abriga mais de 50.000 moedas, a maioria delas pertencentes a Camillo Brambilla, que cobrem um período cronológico entre as edições gregas clássicas e a cunhagem do período moderno.
A Pinacoteca Malaspina (que faz parte dos Museus Cívicos de Pavia) estabelecida pelo marquês Luigi Malaspina di Sannazzaro (Pavia 1754-1834), abriga obras de importantes artistas do cenário italiano e internacional, do século XIII ao XX, como Gentile da Fabriano, Vincenzo Foppa, Giovanni Bellini, Antonello da Messina, Bernardino Luini, Correggio, Paolo Veronese, Guido Reni, Francesco Hayez, Giovanni Segantini e Renato Gottuso. O modelo monumental de madeira da catedral de Pavia de 1497 também é exibido dentro da galeria de imagens.
A rede de museus da universidade é muito vasta, consistindo no Museu de História da Universidade da Universidade de Pavia, dividido entre a Seção de Medicina, onde preparações anatômicas e patológicas, instrumentos cirúrgicos também são exibidos (a parafernália cirúrgica de Giovanni Alessandro Brambilla) e ceras anatômicas em tamanho real, feitas pelo ceroplasta florentino Clemente Susini e pela Seção de Física que abriga o gabinete de física de Alessandro Volta (onde são expostos centenas de instrumentos científicos dos séculos XVIII e XIX, alguns pertencentes a Alessandro Volta).
O Museu de Arqueologia da Universidade foi criado por Pier Vittorio Aldini em 1819 e abriga pré-históricos, egípcios, gregos, etruscos (incluindo uma coleção de ofertas votivas de barro doadas pelo Papa Pio XI) e romanos (alguns de Pompeia).
O Museu de História Natural da Universidade (Kosmos), alojado dentro do Palazzo Botta Adorno, é um dos mais antigos da Itália, foi de fato fundado por Lazzaro Spallanzani em 1771 e que preserva um patrimônio naturalista de alto valor científico e histórico, incluindo quase 400,000 achados divididos entre as coleções de zoologia, anatomia comparativa e paleontologia. Depois, há o Museu Golgi, localizado nos mesmos ambientes em que tanto Camillo Golgi quanto seus alunos trabalharam, salas e laboratórios que preservam tanto o mobiliário original quanto os instrumentos científicos da época, a fim de permitir que o visitante entre dentro de umcentro de pesquisa do século; enquanto o Museu da Técnica Elétrica, construído em 2007, ilustra a história da tecnologia elétrica em cinco seções.
Depois vem o Museu de Química, o da Física e o Museu de Mineralogia, fundado por Lazzaro Spallanzani.
Ao lado da Catedral, dentro da cripta da antiga catedral de Santa Maria del Popolo (século XI), está o Museu Diocesano de Pavia, inaugurado em 2023, que coleta talheres e objetos litúrgicos (entre os quais um crosier em marfim Elephantine esculpido , pintado e dourado feito por uma oficina siciliana pela mão de artesãos árabes e que remonta ao final do século XII), esculturas e pinturas, como o painel da Madonna della Misericordia por Lorenzo Fasolo (1490).

### Gastronomia
Capital de uma província na forma de um cacho de uvas, como foi definido por Gianni Brera, há muitos frutos que esta terra oferece e que são a origem de vários pratos locais. A riqueza de nascentes e cursos de água fizeram de Pavia, e seu território, um dos principais centros italianos para a produção de arroz, não é por acaso que existem inúmeras receitas que permitem descobrir as mil faces deste cereal. Como o risotto cartuxo, de acordo com a lenda criada pelos monges da Mosteiro de Pavia, com base em lagostins, cenouras e cebolas, risoto com feijão ou com linguiça e vinho tinto e risoto com lúpulo comum (ürtis em dialeto Pavese). Entre os primeiros cursos, além do arroz, destaca-se também a zuppa pavese, criada, segundo a tradição, por uma camponesa com os poucos ingredientes à sua disposição (caldo, ovos e queijo) para alimentar o rei da França Francisco I após a derrota desastrosa às portas da cidade. 
Entre os segundos pratos, devemos mencionar o ragò alla Pavese, uma variante local do mais famoso Cassoeula, mais leve porque é cozido apenas com costeletas de porco, o ensopado alla Pavese, o büseca (tripa de vitela alla Pavese), marrowbones com ervilhas (os büš cum i erbion) e aves fugitivas (üslin scapà) fatias de vitela recheadas com bacon e sálvia. De acordo com a tradição local, a carne, especialmente se cozida, é servida juntamente com dois tipos de molhos: o peverata (já mencionado por Opicinus de Canistris no século XIV) à base de pimentão, aipo, anchovas e ovos, e o bagnet Verd, preparado com salsa, anchovas, alho e alcaparras. Além de pratos de carne, a cozinha de Pavia também é caracterizada por inúmeros pratos de peixe de água doce, como enguia alla borghigiana (que leva o nome do antigo subúrbio da cidade do outro lado do Ticino, após a Ponte Coperto), truta em vinho branco e omelete com bleak, sem esquecer as rãs, inseridas em risoto ou servidas em estufado, e caracóis, cozinhados com cogumelos porcini.
Entre as sobremesas, além do conhecido bolo do paraíso, a torta de abóbora (turtâ d'sücâ), o San Sirini, pequenos bolos redondos feitos de pão de ló, abundantemente embebidos em rum e cobertos com chocolate escuro, produzidos nas semanas por volta de 9 de dezembro, o dia de Saint Syrus, e sfâsö, panquecas típicas cozinhadas no carnaval.
Claramente, cada curso deve ser emparelhado com vinhos do vizinho Oltrepò Pavese. Finalmente, apesar de ser uma sobremesa típica milanesa, o mais antigo e mais certo atestado do panetone é encontrado em um registro de despesas do colégio Borromeo de Pavia em 1599: em 23 de dezembro daquele ano na lista de cursos previstos para o almoço, os custos de Natal também aparecem para 5 libras de manteiga, 2 de passas e 3 onças de especiarias dadas ao padeiro para fazer 13 "pães" a serem dados aos estudantes universitários no dia de Natal.

## Demografia
Pavia sofreu desde a década de 1980 uma involução demográfica significativa devido à transferência de muitas famílias dentro dos municípios imediatamente adjacentes à capital. Dentro da aglomeração urbana da cidade de Pavia, segundo cálculos realizados segundo o critério internacional de Áreas Urbanas Funcionais, residiriam aproximadamente 121 mil habitantes. O percentual da população idosa residente na cidade é, segundo dados do ISTAT, muito alto, com índice de velhice superior à média italiana: 245,6 contra 148,7 e com 32,5% de domicílios constituídos por idosos solteiros (média italiana de 27,1%). Muito alto é o nível médio de educação: 73,1% dos residentes têm um diploma ou um diploma (média italiana 55,1%, média lombarda 56%) enquanto a média italiana é inferior à taxa de mobilidade para estudar ou trabalhar fora do comum e à taxa de vulnerabilidade material e social.
| Variação demográfica do município entre 1861 e 2011                               |
|                                                                                   |
| Fonte: Istituto Nazionale di Statistica (ISTAT) - Elaboração gráfica da Wikipedia |

### Cidadãos estrangeiros
No dia 31 dezembro de 2019, 10.975 estrangeiros moravam na Comuna de Como, o que corresponde a quase 15 % do total dos residentes. A maioria dos moradores estrangeiros são provenientes dos seguintes países:
- Roménia - 1.684
- Ucrânia - 1.099
- Albânia - 707
- República Dominicana - 656
- Egito - 614
- Brasil - 549

### Religião
A primeira confissão religiosa em Pavia é a católica, que, ao contrário de outras áreas da Lombardia, é de rito romano, com a exclusão, dentro da cidade, da igreja de San Giorgio in Montefalcone, confiada à comunidade ucraniana de rito greco-católica ucraniana. A segunda comunidade religiosa é a ortodoxa, como a romena da via Repubblica e a igreja greco-ortodoxa de Sant'Ambrogio, na via Olevano. Depois, há a muçulmana, que se encontra em dois centros culturais islâmicos (via San Giovannino e Via Pollack), enquanto por algum tempo em Pavia há edifícios de culto para os protestantes, como a Igreja Valdense na via Alessandro Rolla, Igreja Evangélica das Assembleias de Deus na via Angelo Ferrari.

## Economia

### Agricultura
63,3% da superfície do município de Pavia (cerca de 4.000 hectares) é destinada à agricultura e, em particular, para o cultivo de arroz (cerca de 2.400 hectares), que se espalhou, a partir do século XIV, principalmente em terras pantanosas até se tornar, especialmente a partir do século XVIII, o principal cultivo. A grande quantidade de água necessária para o arroz significou que ao longo dos séculos uma rede de irrigação muito densa foi projetada e construída, que ainda hoje caracteriza a paisagem do campo de Pavia. Deve-se notar também que a cidade é a capital da província italiana com a maior produção de arroz do país: mais de 84.000 hectares da terra provincial são usados para arrozais.
Só a província de Pavia produz tanto arroz como toda a Espanha. As outras culturas presentes na área municipal são o milho e o trigo (1.376 hectares), os choupos (636 hectares), enquanto áreas muito limitadas são usadas para prados (158 hectares), pomares e hortas (29 e 30 hectares). Ainda dentro do território do município de Pavia, ainda existem cerca de cinquenta fazendas destinadas à atividade agrícola, 18 das quais abrigam fazendas de gado, onde cerca de 820 cabeças são levantadas.

### Indústria
A cidade experimentou um forte desenvolvimento da indústria a partir da década de 1880, tanto que também hospedou estabelecimentos de importância nacional, como a Necchi ou a primeira grande fábrica italiana de seda artificial e tecidos sintéticos, a Snia Viscosa, construída em 1905. Em 1951, quase 27% da força de trabalho de Pavia estava empregada no setor industrial.
A partir da década de 70 do século XX, a cidade passou por uma desindustrialização repentina que levou ao fechamento de muitas empresas, especialmente nos setores químico e mecânico, enquanto as relacionadas ao setor alimentício, como a Riso Scotti, empresas farmacêuticas e relacionadas à embalagem e rotulagem.

## Administração e política

### Bandeira

Brasão de armas de Pavia

A bandeira de Pavia é uma cruz branca em campo vermelho. A bandeira é típica para as cidades gibelinas (em italiano: ghibellino) da Itália setentrional, sendo sua origem a antiquíssima Blutfahne (do alemão: Blut=sangue, Fahne=bandeira, ou seja, bandeira ensanguentada),  a qual foi usada pelos imperadores do Sacro Império Romano-Germânico nos campos de batalha. O estilo da bandeira atual é similar a Blutfahne.A partir do final do século XVI, começou a ser representado em forma oval e dentro de um quadro rico, em cima do qual há uma máscara com uma coroa comital e muitas vezes ladeado por dois anjos segurando o escudo e as letras CO-PP (Comunitas Papie).

## Filhos notórios
- Ver Biografias de personalidades nascidas em Pavia